# Reino de Hungría (1920-1946)
Reino de Hungría (en húngaro: Magyar Királyság) es el nombre oficial que recibió el Estado húngaro entre 1920 y 1946 hasta que, tras la derrota en la Segunda Guerra Mundial, se transformó en la Segunda República Húngara. A pesar de ser un reino, no tuvo rey, sino regente, el antiguo almirante austrohúngaro Miklós Horthy. Tras el largo periodo de regencia conservadora (1920-1944), el país quedó dominado por la Alemania nazi en 1944; después de la ocupación militar de marzo, el regente fue reemplazado por Ferenc Szálasi, fascista del Partido de la Cruz Flechada, en octubre. Expulsadas las fuerzas nazis por las soviéticas en 1944-1945, el país quedó controlado por la Unión Soviética, hasta su disolución definitiva en 1946. Para diferenciarlo de otras etapas históricas en las que el nombre oficial del país fue Reino de Hungría, habitualmente se emplean los términos la Regencia o la era de Horthy para referirse a este período en particular.
Tras la derrota militar de la República Soviética Húngara a finales del verano de 1919, dado que los conservadores eran partidarios de restaurar en el trono húngaro al antiguo emperador mientras que el Ejército y los radicales de derecha rechazaban la vuelta de los Habsburgo, se decidió la implantación temporal de una regencia en marzo de 1920. El régimen del regente Horthy se caracterizó por su carácter conservador, chovinistamente nacionalista y furibundamente anticomunista. La regencia se sostuvo sobre una alianza inestable de conservadores y ultraderechistas. La política exterior se caracterizó por el revisionismo —la revisión total o parcial de los tratados de paz para obtener condiciones más favorables para las partes perjudicadas— y el antibolchevismo —pilar del régimen contrarrevolucionario e internamente convertido en antisemitismo y rechazo de la democracia—. En noviembre se ratificó el Tratado de Trianon, impuesto por los vencedores de la guerra mundial, a pesar del rechazo general a las duras cláusulas —el país perdía alrededor de dos tercios de su población y territorio—. La política de entreguerras estuvo dominada en Hungría por la obsesión de la clase política por las pérdidas territoriales sufridas con el Tratado de Trianon, que dejaban fuera de las nuevas fronteras del reino a más de tres millones de magiares, mayoritarios en algunos territorios limítrofes. El revisionismo territorial no solo concentró las energías políticas de la nación, sino que también sirvió para justificar la falta de reformas internas. El fin del periodo de inestabilidad interna que siguió a la caída de la república soviética comenzó con el nombramiento como presidente del Gobierno de Bethlen, candidato de consenso entre conservadores y los radicales de derecha. Con una política exterior pacífica y habiendo puesto fin a la inestabilidad interna, logró el ingreso del país en la Sociedad de Naciones en 1922. La estabilidad política lograda le permitió pronto negociar créditos extranjeros que mejoraron la situación económica. Con el apoyo de Horthy, el control de las elecciones y el dominio del partido gubernamental que tenía asegurado el Gobierno, pudo gobernar sin oposición durante una década en la cúspide de un sistema que no solo se apoyaba en el partido, sino también en la Administración del Estado, el clero, la banca o la aristocracia rural. El sistema político era parlamentario, pero no democrático, sino autoritario. Estaba dominado por la nobleza latifundista y el funcionariado, a menudo también de origen aristocrático. Tras un corto periodo expulsados del poder por las revoluciones de la posguerra, en 1919 lo retomaron, restaurando el sistema político y social anterior a la contienda mundial. Los trabajadores urbanos y campesinos, dos tercios de la población total, carecían de toda influencia en el gobierno de la nación. La neutralización de los socialistas hizo que la radicalización popular a finales de la década siguiente se encauzase a través del fascismo.
La Gran Depresión produjo una gran crisis económica y social que puso en aprietos el modelo político de Bethlen. En esta situación, el regente y los principales políticos decidieron llamar a Gyula Gömbös, representante de los radicales y la persona con más probabilidades de calmar a las masas. Gömbös poco a poco fue colocando a sus partidarios en los puestos medios y principales de la Administración y el Ejército. Una vez dimitido Bethlen, la figura del regente adquirió una importancia fundamental durante la década de 1930, en especial a partir de 1935. Se convirtió en el árbitro de la política nacional, tanto por la creciente parálisis gubernamental debida al cisma entre conservadores y radicales de derecha como por el prestigio del que gozaba entre la mayoría de los grupos de derecha del país. Horthy trató de guardar el equilibrio entre las dos corrientes de la derecha nacional. En los últimos ocho años de su regencia, el poderío alemán y la popularidad del Reich entre parte de la población marcaron intensamente la política nacional y desbarataron todo intento de restaurar el modelo conservador de la década de 1920. Alemania alivió la crisis económica del país desatada durante la Gran Depresión y facilitó la consecución de sus anhelos de revisión territorial, pero al precio de convertirlo progresivamente en su satélite. Los sucesivos Gobiernos fracasaron en sus intentos de limitar la influencia alemana y la derechización del país, en parte por su negativa a renunciar a sus aspiraciones revisionistas, que dependían de Berlín, que favorecía el robustecimiento de la ultraderecha magiar.
Gracias a la nueva cercanía a Alemania e Italia, el país recuperó parte de los territorios perdidos en Checoslovaquia en el Primer arbitraje de Viena en noviembre de 1938. Para entonces Alemania había obtenido un papel fundamental en la política húngara. El deseo popular de cambios, la actitud reaccionaria del Gobierno, opuesto a ellos, la impotencia de la izquierda y el poderío de los movimientos fascistas en Europa favorecieron el crecimiento de la ultraderecha radical como oposición favorable a las reformas. En el Segundo arbitraje de Viena, organizado por Italia y Alemania en el otoño de 1940, Hungría recuperó el norte de Transilvania, cedido forzosamente por Rumania. El país entró en guerra del lado del Eje, primero contra Yugoslavia y más tarde contra la URSS (a finales de junio) y los Aliados occidentales (en diciembre). Los intentos de cambiar de bando realizados a final de la contienda fracasaron, tanto por el deseo de mantener los territorios recuperados y el anticuado sistema social como por la reticencia gubernamental a tratar con la Unión Soviética. Para evitar un cambio de bando similar al italiano, los alemanes invadieron sin oposición el país en marzo de 1944. El nuevo Consejo de Ministros, supervisado por un representante alemán, quedó encargado de reformar el Ejército y la economía nacionales en favor del esfuerzo bélico alemán y de poner fin al «problema judío». Los alemanes dieron un golpe de Estado que acabó con la regencia del Horthy y entregó el poder a Ferenc Szálasi, caudillo del Partido de la Cruz Flechada. Los soviéticos lograron expulsar a los alemanes finalmente del territorio húngaro, devastado por los combates, el 4 de abril de 1945. Todas las anexiones húngaras fueron declaradas nulas en la posguerra.
Con más de la mitad de la población dedicada a la agricultura, la distribución de la tierra siguió siendo extremadamente desigual. En general el campesino húngaro era paupérrimo. Se fomentó la industrialización del país para tratar de reducir la superpoblación rural, pero la industria nunca llegó a crecer lo suficiente como para absorber al exceso de población del agro. La Gran Depresión golpeó con fuerza la economía húngara y en especial, la agricultura: los precios del cereal, exportación crucial para Hungría, se hundieron en el mercado mundial. La grave crisis económica favoreció el aumento de la influencia de las potencias fascistas, Italia y Alemania, únicos compradores de la producción agrícola húngara que dejó de absorber el mercado internacional —y, en el caso de Alemania, receptor de parte de sus desempleados— y el poder de la derecha radical. En 1938, Alemania controlaba ya algo más del 50 % de las importaciones y las exportaciones húngaras. El aumento del comercio con Alemania y el comienzo del rearme sacaron al país de la depresión económica en la segunda mitad de la década de 1930. Las condiciones de vida y trabajo de los obreros industriales siguieron siendo malas, pero el desarrollo de industrias relacionadas con el rearme eliminaron prácticamente el desempleo. En cuanto a la población judía, en 1930 representaba el 5,1 % del total de la nación. Casi la mitad residía en la capital, donde ocupaba un papel primordial en la industria, el comercio o las finanzas. A finales de esta década y principios de la siguiente, se promulgaron una serie de importantes leyes discriminatorias que limitaron gravemente sus derechos y mermaron notablemente su situación económica. Durante la Segunda Guerra Mundial, un total de 565 000 judíos fueron asesinados en los territorios controlados por Hungría.

## Política

### Restauración monárquica
A finales de julio de 1919, el Ejército rumano rompió las líneas del Ejército rojo húngaro, que se disolvió. El Gobierno soviético entregó el poder a uno nuevo exclusivamente socialista y moderado que no pudo impedir la toma de la capital. Con aquiescencia rumana, el nuevo Gobierno fue sustituido poco después por otro más conservador. Las fuerzas del almirante Miklós Horthy, reunidas en Szeged bajo protección francesa, entraron en la capital después de que las tropas rumanas se retiraran a su país a comienzos del invierno. Los contrarrevolucionarios anticomunistas y monárquicos extendieron el terror blanco, que ya había comenzado en el oeste del país a finales del verano con la caída de la república soviética, intentando borrar todo vestigio del breve periodo comunista. De esta manera, en el país se desató una ola de persecuciones contra los miembros de movimientos de izquierda y contra los judíos. Los grupos paramilitares, con métodos similares a las bandas criminales, se dedicaron asimismo a la extorsión, el robo, las torturas y el asesinato, en ocasiones con pretextos políticos. El poder quedó en manos de una inestable coalición de derecha conservadora y fascista, una reducida camarilla de aristócratas, funcionarios y militares. El campesinado, harto de las exacciones del Gobierno comunista, y las ciudades —a excepción de los trabajadores industriales—, al borde de la hambruna, aceptaron la vuelta de la oligarquía a cambio de la restauración del orden, incluso a pesar de los desmanes de los paramilitares, que fueron disminuyendo al final del periodo contrarrevolucionario. En general, el país se había derechizado tras los meses de Gobiernos revolucionarios.

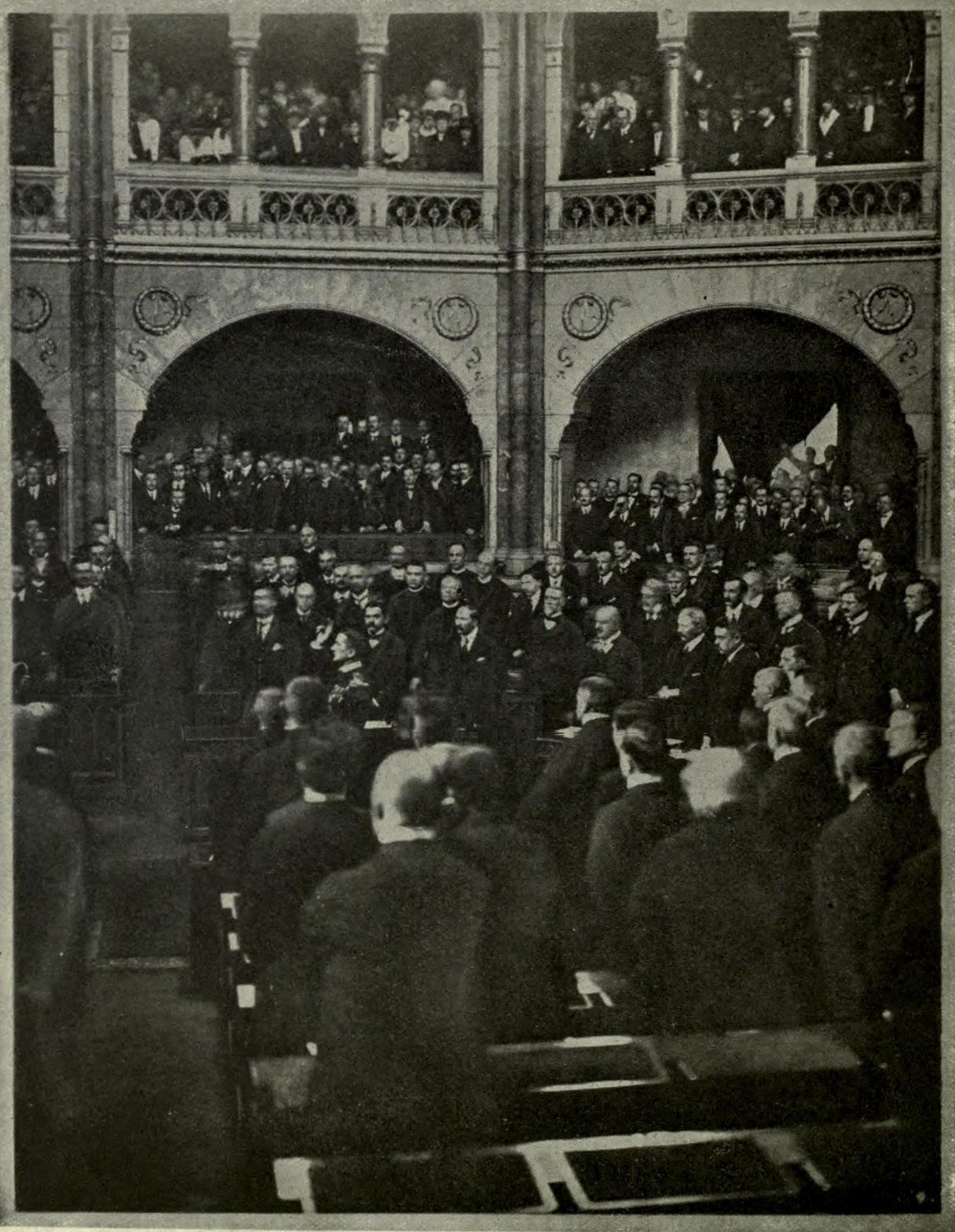
Jura de Miklós Horthy como regente el 1.º de marzo de 1920, cargo que mantuvo hasta octubre de 1944

Por presión de la Entente, se organizaron nuevas elecciones con un censo ampliado y, por primera vez en la historia del país, voto femenino y secreto. El resultado de las votaciones, celebradas en enero de 1920, fue el surgimiento de dos importantes partidos de centroderecha, divididos internamente entre conservadores y radicales de derecha.
Ese año, la primera ley aprobada abolió todas las medidas promulgadas por los Gobiernos revolucionarios de Mihály Károlyi y Béla Kun. Dado que los conservadores eran partidarios de restaurar en el trono húngaro al antiguo emperador Carlos IV de Hungría mientras que el Ejército y los radicales de derecha, aunque partidarios de la monarquía, rechazaban la vuelta de los Habsburgo, se decidió la implantación temporal de una regencia con amplios poderes. A pesar de las preferencias de algunos conservadores, el Ejército y los destacamentos paramilitares —que ocuparon la sede del Parlamento durante la votación— impusieron como regente a su candidato, Horthy, que asumió el cargo el 1 de marzo. Único regente del periodo de entreguerras, se mantuvo como jefe del Estado hasta octubre de 1944.

### Contrarrevolución
Con Horthy en la regencia, los radicales impusieron su programa político al Parlamento: la aprobación de una reforma agraria parcial, la promulgación de legislación antisemita de numerus clausus —la primera de la Europa de posguerra— y la restauración de los castigos corporales para algunos delitos —símbolo de un endurecimiento de la disciplina social—. El Parlamento tuvo también que ratificar el 13 de noviembre el Tratado de Trianon —firmado el 4 de junio—, impuesto por los vencedores de la guerra mundial, a pesar del rechazo general a las duras cláusulas —el país perdía alrededor de dos tercios de su población y territorio—. Los intentos del primer ministro Teleki de limitar las pérdidas a cambio de concesiones a Francia y ayuda a los polacos, enzarzados por entonces en la guerra polaco-soviética, fracasaron. Tanto en el Gobierno como en el Parlamento, dominaban figuras de escasa experiencia política, de origen más pequeñoburgués que aristócrata y más jóvenes que los que habían controlado la política nacional en el periodo anterior a la guerra —situación que cambió a partir de 1921 con el advenimiento de los Gobiernos conservadores de Esteban Bethlen—.
El año que siguió a la restauración monárquica fue de gran agitación en el país. El estado de la economía y la situación internacional del país eran gravísimos. El antiguo monarca trató en dos ocasiones de recuperar el trono en 1921, infructuosamente. El Gobierno, con escasa autoridad, toleró el terror de los grupos paramilitares contra judíos, socialistas e intelectuales de izquierda. El gran número de refugiados —entre trescientos y cuatrocientos mil, la mayoría de clase media— llegados de los territorios perdidos supuso un gran problema para el país. Hasta julio de 1921, cuando el Gobierno prohibió la entrada masiva de nuevos refugiados, el problema no dejó de crecer con la llegada mensual de miles de ellos. Formados por numerosos representantes de las clases medias empobrecidas —oficiales desmovilizados, funcionarios de territorios perdidos—, respaldaban a las organizaciones protofascistas en su deseo de implantar un modelo político autoritario en el que esperaban medrar. El país acogía a cerca de diecisiete mil oficiales, mientras que el tratado de paz solo permitía conservar mil setecientos cincuenta; el Gobierno tenía escaso control sobre el Ejército. Las exigencias de empleo estatal de gran parte de los refugiados y la imposibilidad de obtenerlo en el reducido país alentaron de manera constante el revisionismo, única solución satisfactoria tanto para el Estado como para los refugiados. La gran importancia de la población judía en la industria y el comercio, hacia los que el Gobierno trataba de encaminar a los refugiados para asentarlos, y el habitual fracaso en la competencia de estos con aquella avivaron el antisemitismo entre los refugiados y su insistencia por recuperar empleos estatales. La inestabilidad nacional ahuyentaba a los inversores extranjeros, aunque el Gobierno no se viese ya amenazado por los campesinos —resignados a aceptar la nueva situación—, los obreros —reprimidos— o las clases medias —hartas de experimentos sociales y de los desmanes de los paramilitares de derecha—. El fin del terror era necesario para obtener el reconocimiento internacional del Gobierno y recibir ayuda económica.

### Década de Bethlen

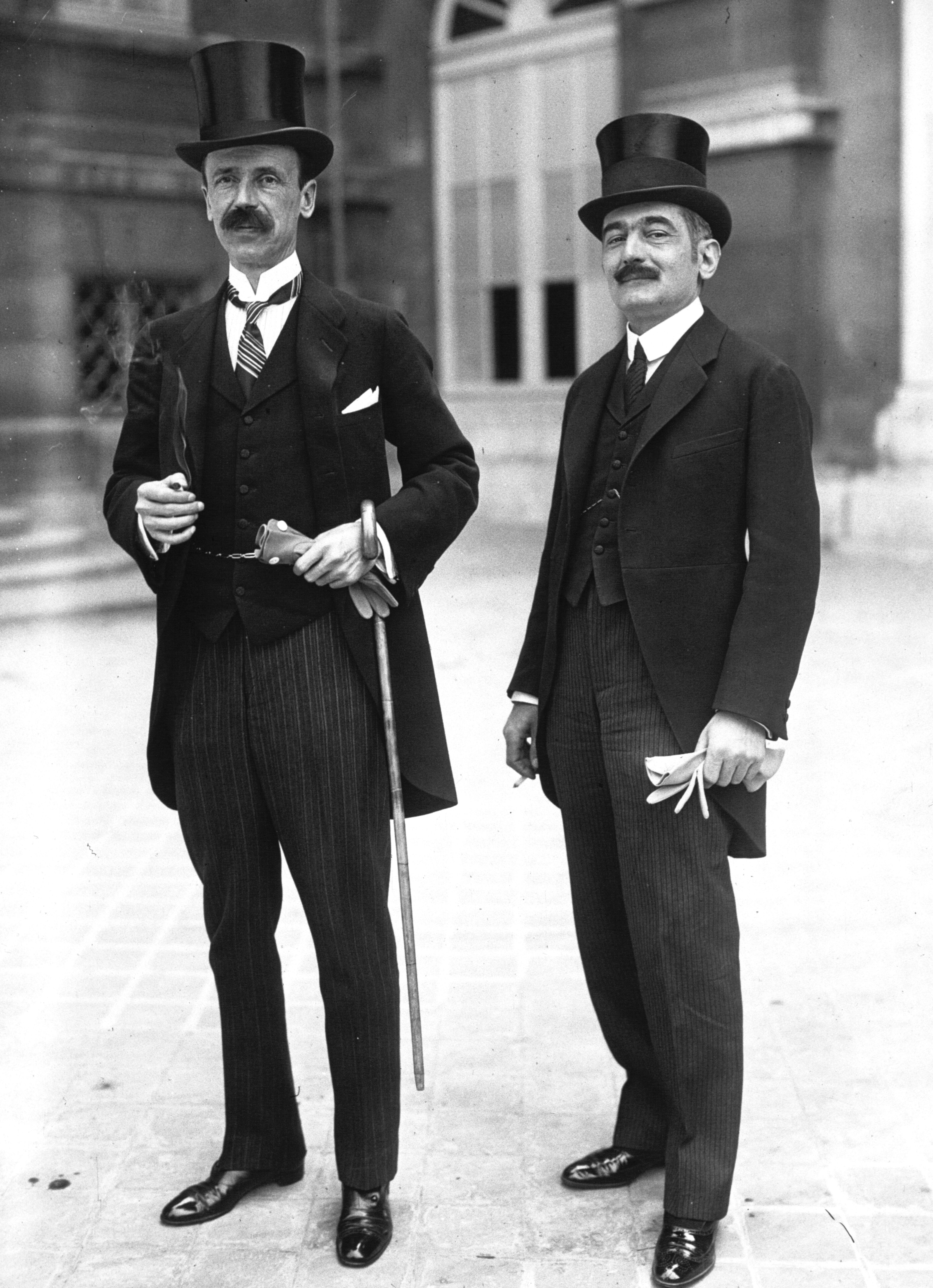
Bethlen (izquierda), la figura dominante de la política húngara en los años veinte

El fin del periodo de inestabilidad comenzó con el nombramiento como presidente del Gobierno de Esteban Bethlen, candidato de consenso entre conservadores —como hábil político y miembro de una de las principales familias aristocráticas húngaras— y los radicales de derecha —ya que era calvinista y refugiado de la perdida Transilvania, lo que aseguraba que mantuviese una posición revisionista dicho esto,coservaba su posición y nacionalista—. Político veterano, hábil y pragmático, obtuvo pronto una gran influencia sobre Horthy —cada vez más cercano a los conservadores, a pesar de sus estrechas relaciones con los extremistas de derecha—. Su actitud liberal-conservadora, intermedia entre los dos grupos que sostenían el régimen —el conservador y el radical de derecha—, marcó la política del país durante su largo periodo al frente del Gobierno. Fundamentalmente, el nuevo presidente del Gobierno llevó a cabo un cambio reaccionario, una restauración del sistema político y social anterior a la guerra.
Bethlen comenzó por acabar con la agitación de ultraderecha, en parte mediante el soborno de algunos de sus dirigentes, a los que nombró para cargos oficiales. Los grupos paramilitares, encargados de cohibir a obreros y campesinos y de intimidar a la oposición política, eran ya innecesarios y se habían convertido en una amenaza para la elite contrarrevolucionaria conservadora. El proceso fue lento y llevó casi dos años, en parte porque existían poderosos partidarios de los grupos paramilitares, tanto en el Ejército como en la Administración civil, entre los que se incluía el propio regente —que promulgó una amnistía para todos sus crímenes en noviembre de 1921—. A mediados de 1920, las bandas rurales quedaron englobadas en la gendarmería y las de la capital, sometidas a control militar y en su mayoría, disueltas. Ya con suficiente control del Ejército y la Policía, el Gobierno se decidió a acabar con ellas a finales de 1921. Para ganarse al Ejército, aumentó el presupuesto militar a pesar de las limitaciones impuestas por el tratado de paz. Parte de los oficiales obtuvieron puestos en la Administración civil; el Estado Mayor clandestino quedó controlado por oficiales veteranos de los tiempos del imperio, más conservadores que los mandos contrarrevolucionarios. Hacia 1922, había logrado poner fin a los desmanes de los paramilitares. Con una política exterior pacífica y habiendo puesto fin a la inestabilidad interna, Bethlen logró el ingreso del país en la Sociedad de Naciones el 18 de septiembre de 1922. En la disputa por el poder entre conservadores y radicales, Bethlen aseguró temporalmente la victoria de los primeros.
Con el Estado en crisis y sin ingresos adecuados, Bethlen vendió las últimas reservas de oro y de divisas para financiar su actividad y cubrir el presupuesto nacional entre 1921 y 1923. La estabilidad política lograda, sin embargo, le permitió pronto negociar créditos extranjeros que mejoraron la situación económica. Tras el ingreso en la Sociedad de Naciones, obtuvo un crédito internacional de estabilización de doscientos cincuenta millones de coronas en 1924. Estos créditos, no obstante, conllevaron un número creciente de otros nuevos para pagar los anteriores y un déficit presupuestario permanente; la deuda externa creció sin interrupción durante su década en el poder hasta alcanzar en 1931 el 70 % del PIB. La estrategia de Bethlen se basaba en el mantenimiento del crédito extranjero permanente, que conservó durante la década de 1920. Internamente y a pesar de su personal antisemitismo, buscó la cooperación de la burguesía judía en la reconstrucción económica de la posguerra. El régimen mantuvo su antisemitismo hacia la inmensa mayoría de la población hebrea, pero se alió con la reducida alta burguesía judía.
Contrario a la aplicación de la democracia en Hungría y defensor de un sistema político parlamentario decimonónico en el que las clases privilegiadas detentasen un papel principal gracias a su cultura y formación, Bethlen impuso una vuelta al sistema estatista autoritario de Colomán y Esteban Tisza. Para asegurar su poder, Bethlen y sus partidarios tomaron el control del Partido de los Pequeños Propietarios, que pronto unieron con otros de sus seguidores en el nuevo Partido de la Unidad. Este se convirtió en la práctica en el partido gubernamental durante todo el periodo. Restringió mediante un tecnicismo el censo electoral, que volvió a la forma que tenía en 1913. Gracias a un gran número de limitaciones, el porcentaje de población con derecho al voto pasó del 39,5 % en 1920 al 29,5 % en 1922 y el secreto de sufragio desapareció de la mayoría de las circunscripciones electorales del país, en especial, de las rurales. La reforma electoral garantizó a Bethlen amplias mayorías, obtenidas gracias al control de las circunscripciones con voto público —mediante el uso del soborno, el chantaje o la violencia—, en las sucesivas elecciones de la década en que encabezó el Consejo de Ministros (1922, 1926 y 1931). Con el apoyo de Horthy, el control de las elecciones y el dominio del partido gubernamental que tenía asegurado el Gobierno, Bethlen pudo gobernar sin oposición durante una década en la cúspide del sistema que no solo se apoyaba en el partido, sino también en la Administración del Estado, el clero, la banca o la aristocracia rural. La corriente de derecha radical quedó temporalmente dominada, aunque incluida en el sistema reaccionario de Bethlen, restauración del anterior a la guerra mundial. En el proceso de restauración de la situación anterior al conflicto mundial, Bethlen abandonó además toda reforma social relevante. El acuerdo secreto con los socialistas y los dirigentes sindicales permitió a estos una actividad limitada. El pacto garantizó la supervivencia del partido, pero al precio de restringir la agitación socialista y de convertirlo en cierto modo en partícipe del sistema reaccionario de Bethlen. La neutralización de los socialistas hizo que la radicalización popular a finales de la década siguiente se encauzase a través del fascismo.
En 1926 reformó la Cámara Alta, cuyos miembros no eran electos, sino que representaban ciertas categorías sociales —alta nobleza, representantes eclesiásticos, municipales, universitarios, etc.— o eran escogidos por el propio regente. A finales de la regencia, el Senado, reaccionario, se convirtió en uno de los principales adversarios del antisemitismo y el nacionalsocialismo.
En diciembre de 1925 tuvo que afrontar la mayor crisis en política exterior desde el restablecimiento de la monarquía en 1920: varios oficiales del Estado Mayor habían sido detenidos en los Países Bajos portando miles de francos falsificados. La operación había contado no solo con la cooperación del director de la Policía, sino también con la de varios ministros. Tras la aprobación de varias cortas condenas a los principales acusados, Bethlen presentó la dimisión, pero Horthy le mantuvo al frente del Consejo de Ministros, que fue reorganizado. Decidido a impulsar las reclamaciones territoriales, se apoyó principalmente en Italia, una de las naciones vencedoras de la contienda mundial, pero insatisfecha con los tratados de paz. En abril de 1927, firmó un acuerdo de cooperación y amistad con este país —decidido a imponer su hegemonía en la Europa sudoriental—, que acabó con el aislamiento internacional húngaro, pero involucró al país en un escándalo armamentístico. No se abandonaron, sin embargo, los intentos de convencer tanto a Francia como a Gran Bretaña de la necesidad de aplicar cambios territoriales parciales favorables a Budapest a las cláusulas de Trianon. Militarmente era imposible imponerlos, dado que el país era mucho más débil que sus vecinos de la Pequeña Entente. El pacto con Italia impidió además un acercamiento a Yugoslavia, dada la enemistad entre los dos países: a partir de entonces y en colaboración con Roma, Budapest empezó a apoyar a los nacionalistas croatas.

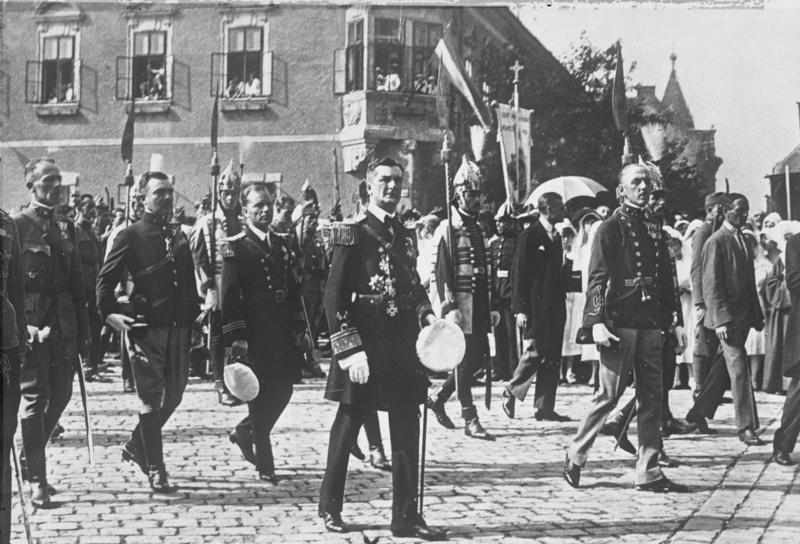
El almirante Miklós Horthy, hombre fuerte de Hungría hasta 1944, en la procesión de San Esteban, fiesta nacional, en 1931

### Características del poder

#### Principales figuras políticas
El primer ministro durante la primera década del periodo, István Bethlen, manipuló las elecciones en las localidades rurales, donde el voto no era secreto, logrando así su reelección hasta 1931, cuando la Gran Depresión lo expulsó del poder.
Una vez dimitido Bethlen, la figura del regente adquirió una importancia fundamental durante la década de 1930, en especial a partir de 1935. Desde su creación en marzo de 1920, el puesto contaba con amplios poderes: era el comandante en jefe de las Fuerzas Armadas, podía vetar legislación, nombraba al primer ministro y podía disolver el Parlamento a voluntad. En 1937 se otorgaron nuevos poderes al cargo —dejó de tener que responder ante el Parlamento—, pero ya antes se había convertido en el árbitro de la política nacional, tanto por la creciente parálisis gubernamental debida al cisma entre conservadores y radicales de derecha como por el prestigio del que gozaba el regente entre la mayoría de los grupos de derecha del país.

#### Sistema gubernamental
Bethlen restauró parcialmente el modelo político pseudoliberal anterior a la contienda mundial: parlamentario, multipartidista, con cierta libertad de prensa y derechos civiles. El país disponía de voto secreto únicamente en las ciudades y el censo estaba muy restringido. Incluso en las ciudades, único lugar donde los movimientos obreros gozaban de cierta libertad, su influencia era mínima, ya que los principales cargos municipales eran nombrados por el Gobierno. El sufragio estaba limitado asimismo por sexo y edad. El gran número de condiciones que limitaban el derecho al voto hacían que sólo entre un 26,6 % y un 33,8 % de la población pudiese votar en las elecciones celebradas durante la regencia, y de forma controlada por el poder. La reforma electoral de Bethlen de 1922, con su restricción del derecho al voto y la eliminación del sufragio secreto en gran parte de las circunscripciones aseguró, junto con el uso de la coerción y la corrupción —con la habitual colaboración de terratenientes, gendarmes y notarios, de gran poder en el campo—, cómodas mayorías al Gobierno en las sucesivas votaciones. En 1938, se extendió el voto secreto a todo el país, pero al mismo tiempo se aumentó la edad mínima y se añadieron otras condiciones para ejercer el derecho en un complicado sistema de circunscripciones; las reformas condujeron a una nueva reducción de la población con derecho al voto, que pasó del 29 % al 22,5 %.

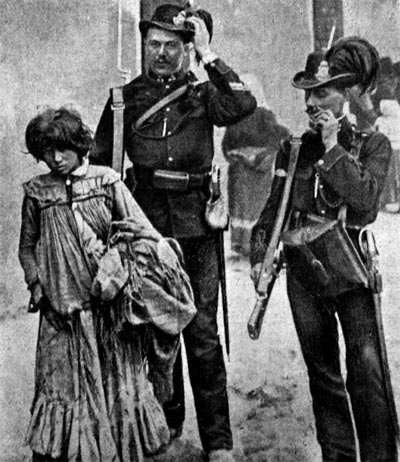
Gendarmes húngaros a principios del siglo xx. La gendarmería húngara era un instrumento fundamental para asegurar el poder en el campo, donde habitaba la mayoría de la población del país.

Muchos de los partidos permitidos, desde la ultraderecha hasta los socialdemócratas (el partido comunista se hallaba prohibido), eran minúsculos y efímeros, meras plataformas para el ascenso de sus dirigentes. Nunca amenazaron el permanente triunfo electoral amañado del partido gubernamental. Aunque podían presentar sus quejas en el Parlamento, carecían de todo poder efectivo. El partido gubernamental era, fundamentalmente, el representante de las clases dominantes. A comienzos de los años veinte, los principales partidos eran el Partido de la Unidad Nacional Cristiana, conservador y nacionalista, y el Partido de los Pequeños Propietarios. Los dos se unieron en julio de 1920, quedando el segundo en la práctica subordinado al primero. El nuevo partido, Partido de la Unidad (Egységes Párt), se convirtió en el partido de gobierno durante las siguientes dos décadas. Durante la década de 1930, aparecieron nuevos partidos de extrema derecha que, en su mayoría, acabaron fusionándose en el Partido de la Cruz Flechada de Ferenc Szálasi. El Partido de la Unidad era en realidad una colección de partidos menores y agrupaciones de intereses diversos, que incluían a los terratenientes, industriales, monárquicos partidarios de los Habsburgo, revisionistas y otros, unidos fundamentalmente por su irredentismo, anticomunismo y conservadurismo social. Abundaban también los antisemitas, aunque los miembros del partido no llevaron a cabo medidas antijudías salvo en la época de la contrarrevolución (1918-1921). El partido gubernamental se mostró constantemente dividido en dos corrientes, a veces solapadas: la conservadora y la radical de derecha. Esta división se acentuó con el tiempo. Mientras la primera era menos partidaria de Alemania, más cercana a Gran Bretaña y más orientada a mantener el sistema social, económico y político anterior a la guerra mundial, la segunda era en general claramente partidaria del Tercer Reich, más favorable a la distribución de la tierra, de limitar el empleo de la población judía y de que el Estado tomase el control de la industria y la banca. La primera solía agrupar a los miembros de mayor edad con cargos de mayor importancia en la Administración, mientras que la segunda concentraba normalmente a elementos más jóvenes y con cargos menores. Ambas corrientes se dividían el control de los ministerios, la Administración en general y el partido. A lo largo de la década de 1930, sin embargo, la corriente conservadora fue cediendo poder a la radical —no sin que ambas continuasen disputándose el control del partido—, tendencia que se invirtió a comienzos de la década siguiente.
El sistema político era piramidal, con una estrecha relación entre los partidarios del primer ministro en las Cortes y la Administración estatal, que aquellos copaban. El primer ministro y, bajo él, el ministro del Interior, controlaba la estructura administrativa mediante el nombramiento de los puestos claves de la Administración, como los föispan, y el dominio de la Policía y la gendarmería. Este control administrativo aseguraba las continuas victorias electorales de aquellos que dirigían el Gobierno. En general, el poder del partido gubernamental se basaba en el control de las circunscripciones rurales, sometidas mediante el aparato administrativo. De los 628 escaños —de un total de 980— obtenidos en las distintas elecciones entre 1922 y 1935 por los candidatos gubernamentales, 578 correspondían a las circunscripciones sin voto secreto. Por el contrario, el Gobierno apenas interfería en los distritos urbanos, lo que aseguraba la presencia de una cierta oposición en el Parlamento, a menudo muy crítica con las medidas oficiales.
El Gobierno mantuvo una notable libertad de prensa, aunque menor que la del periodo anterior a la guerra de 1914. La mayoría de los diarios, liberales y en muchos casos en manos de propietarios judíos, eran en realidad contrarios al Gobierno. La Judicatura también mantuvo una cierta independencia, a pesar del endurecimiento de las leyes, y las condenas políticas fueron escasas una vez finalizado el primer periodo contrarrevolucionario.

### Crisis económica y cambio de gobierno

#### Gömbös y los radicales

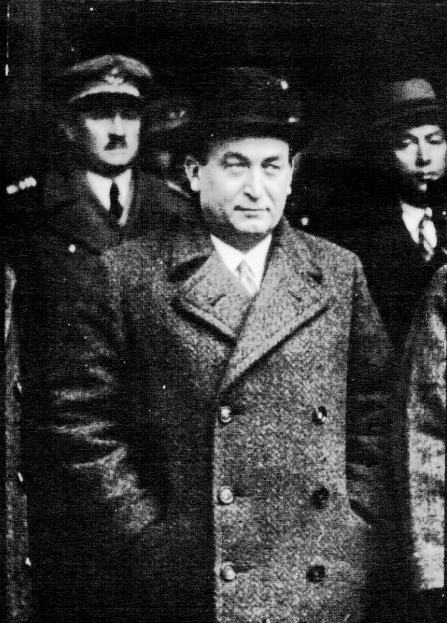
Gyula Gömbös, principal representante del radicalismo oficial y veterano del periodo contrarrevolucionario, fue nombrado primer ministro en 1932 ante la grave crisis económica que amenazaba la estabilidad política. Las limitaciones impuestas por Horthy impidieron que implantase su modelo político autoritario antes de morir en 1936.

La Gran Depresión produjo una gran crisis económica y social que puso en aprietos el modelo político de Bethlen. Los radicales de derecha, dispuestos a apartar del gobierno a los conservadores, criticaban lo que consideraban sumisión a la Sociedad de Naciones, alianza con las democracias occidentales y con la burguesía judía nacional —a pesar del antisemitismo oficial— y defendían su ideal de nacionalismo racial, antisemitismo, anticapitalismo financiero, antiintelectualismo y reforma radical social para atraerse a las masas. A pesar de las primeras escisiones en el partido gubernamental de algunos extremistas, Bethlen logró ganar las elecciones de junio y julio de 1931, adelantadas en previsión de la agudización de la crisis económica tras la quiebra del Creditanstalt el mes anterior. Sin embargo, inseguro ya del apoyo del regente, el 19 de agosto de 1931, Bethlen dimitió y la presidencia del Consejo de Ministros pasó al conde Gyula Károlyi, cambio que no solucionó la crisis.
En esta situación, el regente y los principales políticos decidieron llamar a Gyula Gömbös, representante de los radicales y la persona con más probabilidades de calmar a las masas. El 5 de octubre de 1932, asumió la presidencia al frente del primer gabinete monárquico sin un solo aristócrata en sus filas. El nombramiento, sin embargo, conllevaba abundantes restricciones impuestas por Horthy que impidieron la conversión del país al modelo fascista: el nuevo primer ministro no podría disolver las Cortes, debía posponer toda reforma agraria o legislación antisemita, debía nombrar a figuras de confianza para puestos claves de su Gobierno y no podría reformar las instituciones del país. Limitado de esta manera, Gömbös tuvo que presentarse como el presidente de la «reconstrucción económica» del país, y no de su reforma social. Al principio, heredó un Consejo de Ministros y un partido controlado por Bethlen y sus seguidores conservadores. Las declaraciones de moderación de Gömbös, en todo caso, solo mostraban su disposición para posponer temporalmente su programa político centrado en la instauración de un modelo autoritario. Reorganizó el partido gubernamental para convertirlo en un instrumento de control total de la vida social del país; deseaba convertir la formación en una organización de masas de estilo fascista. Poco a poco, fue colocando a sus partidarios en los puestos medios y principales de la Administración y el Ejército.
Trató tanto con Alemania —donde Hitler había sido nombrado canciller a finales de enero de 1933, para satisfacción de Gömbös— como con Italia —acercamiento comenzado ya en 1927 durante la presidencia de Bethlen— y, en el verano de 1933, respaldó los planes de Mussolini de formar un bloque económico entre Italia, Hungría y Austria a cambio del respaldo de este a las reclamaciones territoriales húngaras. Frustrado por las diferencias italo-alemanas en su intento de formar una alianza tripartita revisionista entre Berlín, Roma y Budapest, continuó las negociaciones con Viena y Roma para estrechar relaciones, que se plasmaron en los Protocolos de Roma, firmados en marzo de 1934. Contó con el decidido respaldo del Ejército en su política de acercamiento a Alemania e Italia. En 1935, se negó a aprobar las sanciones propuestas por la Sociedad de Naciones contra Italia por la invasión italiana de Etiopía y vio con satisfacción el acercamiento entre Italia y Alemania a finales de 1935 y comienzos de 1836. Respecto a los países vecinos, Gömbös abandonó todo intento de mejorar relaciones con Yugoslavia —decidió apoyar a los independentistas croatas y macedonios— y trató de hacerlo con Rumanía, con apoyo italiano, a la postre sin éxito.
Finalmente, en 1935 logró convencer al regente de convocar elecciones, en las que obtuvo una mayoría compuesta por diputados de ideas más cercanas a las suyas que la heredada de Bethlen. Las elecciones mostraron un crecimiento notable de la ultraderecha tanto en las filas gubernamentales como en las de la oposición. Logró además la renovación de los mandos militares, con el retiro de antiguos oficiales austrohúngaros y el nombramiento de otros más jóvenes y partidarios tanto de las reformas sociales como de la implantación del modelo político autoritario. A partir de entonces, los oficiales comenzaron a influir en la política nacional, especialmente en la exterior. La mayoría de la oficialidad —fundamentalmente formada por personas de clase media baja y a menudo de las minorías, en especial, de la alemana— pasó a defender el modelo fascista, tanto en la política exterior —abogando por una alianza con el Eje— como en la interior. Gömbos era cada vez más abiertamente partidario de este, pero su muerte en octubre de 1936 tras una grave enfermedad frustró los planes de cambio político.
El fallecimiento de Gömbös convirtió a Horthy en la figura política fundamental del país, árbitro entre las corrientes más conservadoras y las más extremistas de derecha. Horthy trató de guardar el equilibrio entre ambas nombrando en la década siguiente a primeros ministros de una y de otra alternativamente y tratando en vano de reunificarlas. En los últimos ocho años de su regencia, el poderío alemán y su popularidad entre parte de la población marcaron intensamente la política nacional y desbarataron todo intento de restaurar el modelo conservador de la década de 1920. Alemania alivió la crisis económica del país y facilitó la consecución de sus anhelos de revisión territorial, pero al precio de convertirlo progresivamente en su satélite. Los sucesivos Gobiernos fracasaron en sus intentos de limitar la influencia alemana y la derechización del país, en parte por su negativa a renunciar a sus aspiraciones revisionistas, que dependían de Berlín, que favorecía el robustecimiento de la ultraderecha magiar.
Entre 1935 y 1936 se produjo además un cambio fundamental en la política militar húngara: si bien hasta entonces la mayoría del armamento lo había suministrado Italia, Alemania comenzó a desplazar a esta como principal proveedor, proceso que evolucionó en paralelo con la pérdida de peso político de Roma en la región —enfrascada en la guerra africana y más dispuesta a aceptar la extensión de la influencia alemana en el centro de Europa— y el crecimiento del de Berlín. Alemania, no obstante, admitió apoyar las reivindicaciones húngaras en Checoslovaquia, pero no en Yugoslavia o Rumanía. La posibilidad de revisar la situación fijada tras la guerra mundial por el resurgimiento del poderío alemán satisfizo a los mandatarios húngaros, pero los convirtió en dependientes de Berlín; dado el desequilibrio de la alianza italo-germana sellada en octubre de 1936, Budapest no podía apoyarse en Roma —a pesar de la confirmación y ampliación de los protocolos romanos de 1934 en noviembre— para contrarrestar la supremacía alemana.

#### Radicales y conservadores

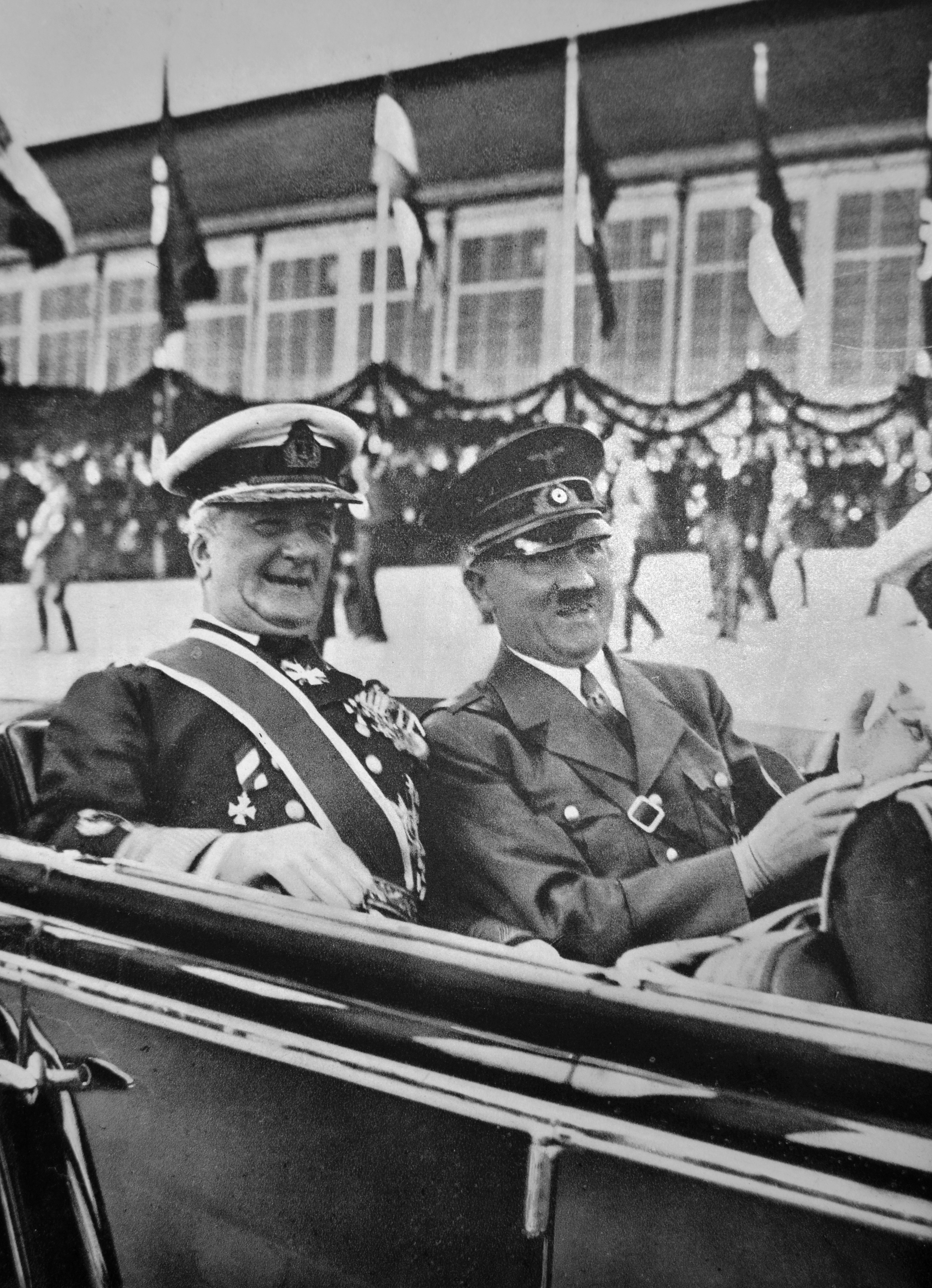
Miklós Horthy y Hitler en 1938. El revisionismo magiar llevó a la alianza cada vez más estrecha con el Reich, principal potencia empeñada en la eliminación de los tratados de paz de la Primera Guerra Mundial. Los intentos de anular el Tratado de Trianon sin la intervención decisiva de las potencias fascistas fracasaron.

Horthy nombró entonces a un presidente del Gobierno menos radical y más conservador, Kálmán Darányi, ministro de Agricultura del fallecido Gömbös, que deshizo en parte la obra de su predecesor, en especial en cuanto a la organización del partido gubernamental. Darányi tuvo que enfrentarse a la creciente influencia alemana en la región, en especial tras las anexión de Austria —que Hungría aceptó pasivamente—, que hizo del Reich vecino de Hungría. Combinó la represión de los grupos nacionalsocialistas —respaldados por Berlín— con la aprobación de legislación antisemita con la intención de arrebatar a la oposición este motivo de crítica y, al mismo tiempo, congraciarse con la Alemania nazi. La influencia económica, que había permitido una cierta recuperación, y la militar, mediante la ayuda al rearme clandestino, así como los deseos revisionistas impedían abandonar la orientación progermana iniciada por Gömbös. Aun así, trató de mantener buenas relaciones con franceses y británicos, en especial, con estos últimos —cada vez más indiferentes a la situación en Europa central y dispuestos a complacer los deseos alemanes en la zona—, y de reforzar los lazos con los italianos. A finales de 1937 y una vez conocida la decisión de Hitler de destruir Checoslovaquia y la oferta de devolver Eslovaquia si Hungría cooperaba en la tarea, se aprobó un plan de rearme que se anunció en marzo del año siguiente.
La legislación antisemita, aprobada con considerable rechazo parlamentario, no terminó con la agitación nacionalsocialista opositora. Considerando que la actitud ambigua de Darányi había fracasado en acabar con la oposición, en 1938 Horthy lo sustituyó por Béla Imrédy, financiero experto con fama de pragmático con excelentes relaciones con los círculos financieros internacionales y, en especial, con los británicos. Al comienzo, Imrédy continuó la represión de los grupos nacionalsocialistas, prohibió a los funcionarios afiliarse a partidos políticos, logró la condena de Ferenc Szálasi, prometió mantener el sistema político y no modificar la situación de la población judía. Imrédy debía haber detenido la derechización gubernamental de los últimos meses del mandato de su predecesor y moderado la influencia alemana. En agosto y nuevamente en septiembre, se negó a participar junto a Alemania en un posible enfrentamiento armado contra Checoslovaquia durante la Crisis de los Sudetes temiendo la posible reacción de la Pequeña Entente —el rearme húngaro apenas había comenzado meses antes—; a cambio de este gesto, esta admitió el rearme húngaro. A pesar del deseo de participar en la repartición de Checoslovaquia, el Gobierno temía la expansión alemana en la región, le preocupaba su propia debilidad militar y aún esperaba la ayuda británica para obtener pacíficamente los territorios deseados sin necesidad de participar en las maniobras alemanas. En septiembre de 1938, sin embargo, Imrédy abandonó por completo esta actitud y se presentó como el heredero de Gömbös y adalid de la derecha radical progermana, con un amplio programa de reformas sociales que incluían una reforma agraria y nuevas leyes antisemitas. Sus declaraciones adoptaron cada vez más una apariencia fascista y creó un partido, el Movimiento de la Vida Húngara, de clara inspiración fascista. Gracias a la nueva cercanía a Alemania e Italia, el país recuperó parte de los territorios perdidos en Checoslovaquia en el Primer arbitraje de Viena en noviembre. Imrédy realizó además algunas concesiones diplomáticas y económicas a Berlín, cambió al ministro de Asuntos Exteriores por otro más claramente progermano y nombró a un jefe del Estado Mayor y ministro de Defensa abiertamente partidarios de Alemania. Contrarios a la nueva posición de Imrédy, empero, los conservadores dirigidos por Bethlen se aliaron con parte de la oposición —liberales y socialdemócratas— para aprobar una moción de censura el 23 de noviembre. Esta agrupación de fuerzas, surgida ya en los últimos meses de gobierno de Gömbös, se oponía al crecimiento de la ultraderecha, aunque no a la alianza con Alemania en política exterior. Los titubeos de Horthy y el apoyo popular permitieron a Imrédy permanecer en el cargo hasta que se demostró su ascendencia judía, lo que llevó a su renuncia a comienzos de 1939. Antes, el país ingresó en el Pacto Antikomintern, lo que precipitó la ruptura de relaciones diplomáticas con la URSS en febrero de 1939.
Para entonces Alemania había obtenido un papel fundamental en la política húngara, tanto por su importancia económica —en 1939 Alemania era el destino del 52,2 % de las exportaciones húngaras y ostentaba el 50 % del capital extranjero invertido en el país— como diplomática —la recuperación de territorios dependía fundamentalmente de Berlín— o militar —sobre el país pendía continuamente la amenaza de invasión alemana—. Si la influencia alemana en la política exterior tendía a acercar al país al Eje, en política interior se manifestó principalmente en el intento de acabar con la población judía —no en aplicar una reforma agraria, que hubiese disminuido la cantidad de productos agrícolas que Hungría exportaba al Reich—. Fundamentalmente, el creciente poder alemán favoreció a la ultraderecha magiar.
La represión gubernamental de los movimientos nacionalsocialistas —muy numerosos desde 1932, pero muy divididos entre distintos partidos— resultó contraproducente: no solo ganaron adeptos entre parte de la población como verdaderos opositores al régimen, sino que a finales de la década lograron en conjunto cincuenta diputados y un cuarto de los votos en las elecciones de 1939. Su apoyo provenía de todos los sectores sociales: obtuvieron votos en zonas católicas y protestantes, en las ciudades —en la capital obtuvieron casi un tercio de los sufragios, duplicando a los socialdemócratas— y en el campo y entre las minorías. El deseo popular de cambios, la actitud reaccionaria del Gobierno, opuesto a ellos, la impotencia de la izquierda y el poderío de los movimientos fascistas en Europa favorecían el crecimiento de la ultraderecha radical como oposición favorable a las reformas. Profundamente dividido internamente entre conservadores y radicales de derecha, el partido gubernamental perdió parcialmente el control de las elecciones, lo que permitió los buenos resultados de las formaciones nacionalsocialistas y, en general, el de las masas, que a partir de entonces pasó a movilizar Ferenc Szálasi —la formación fascista con mayor apoyo—. La derechización del Gobierno y la recuperación de algunos territorios gracias a la intervención de Alemania, sin embargo, debilitaron a la oposición, ya que parte de sus apoyos comenzaron a ver innecesario el cambio gubernamental una vez satisfechas sus aspiraciones.
A Imrédy le sucedió al frente de la Presidencia del Gobierno el conde Pablo Teleki, aristócrata conservador antisemita favorable a Gran Bretaña que trató en vano de limitar el acercamiento del país a Alemania. Para apaciguar a esta y a pesar de que debía tratar de acercar al país a Gran Bretaña, Teleki tuvo que realizar algunas concesiones políticas: en febrero de 1939 el país rubricó el Pacto Antikomintern, en abril abandonó la Sociedad de Naciones y en noviembre de 1940, firmó el Pacto Tripartito. Se opuso a la autonomía de la minoría alemana en Hungría y a la extensión de la propaganda nazi entre esta, pero a cambio, aprobó nueva legislación antisemita, preparada por Imrédy antes de su destitución. Trató de utilizar el poderío alemán para lograr los objetivos revisionistas del país sin por ello dar la impresión a las potencias vencedoras de la Primera Guerra Mundial de haberse aliado con Berlín, objetivo en el que fracasó. Se opuso a la participación del país en la invasión de Polonia, permitió que varios miles de voluntarios luchasen en las filas polacas y que entre cien y ciento cuarenta mil polacos cruzasen el territorio nacional camino de Francia, pero no logró acabar con la dependencia de Alemania. El comienzo de la Segunda Guerra Mundial, sin embargo, eliminó parte de la oposición interna a Teleki: socialistas y liberales trataron de ayudar al primer ministro a mantener los lazos con los Aliados y la oposición de ultraderecha perdió parte del apoyo de Alemania, más interesada en la explotación económica de la región que en experimentos políticos. A finales del verano de 1940, recuperó dos quintos de Transilvania en el Segundo arbitraje de Viena, pero nuevamente gracias a la intervención de Italia y Alemania. A cambio, tuvo que realizar nuevas concesiones: liberó a Szálasi, promulgó nuevas leyes antisemitas y amplió la autonomía de la minoría alemana, además de suscribir el Pacto Tripartito. Durante todo su mandato, tuvo que afrontar la intensa presión de los mandos militares, decididamente favorables a una estrecha alianza con Alemania y opuestos a la moderación del primer ministro. Opuesto a la participación húngara en la invasión de Yugoslavia en la primavera de 1941 —país con el que había firmado un tratado de amistad en diciembre de 1940 para compensar la dependencia de Alemania—, Teleki se suicidó en vana protesta. Horthy, entusiasmado con la oferta alemana de territorio yugoslavo a cambio de participar en la campaña, había permitido que el alto mando húngaro tomase parte en la planificación de la operación. Hungría intervino en esta y Gran Bretaña rompió relaciones con Budapest. El regente nombró entonces a un primer ministro claramente filogermano, el ministro de Asuntos Exteriores Ladislao Bárdossy, que llevó al país a la guerra del lado del Eje, primero contra Yugoslavia y más tarde contra la URSS (a finales de junio) y los Aliados occidentales (en diciembre).

### Segunda Guerra Mundial

#### Últimos años de la regencia de Horthy
La serie de victorias alemanas a comienzos de la guerra mundial, el convencimiento de que solo el favor de Alemania permitiría a Hungría cumplir su sueño de recuperación territorial y el buen recuerdo de la alianza magiaro-germana de la Primera Guerra Mundial inclinaron a Horthy a favor de la alianza con el Reich, a pesar de su desprecio por Hitler, su respeto al poder naval británico y el temor de que el nacionalsocialismo acabase con el sistema social imperante en el país. Una vez firmemente aliado con Alemania, el temor al comunismo soviético impidió abandonar a esta. El acercamiento a Alemania también tuvo consecuencias en política interior, en la que se siguió también el ejemplo alemán, en especial, en legislación antisemita.
El excesivo servilismo de Bárdossy con Alemania y su desprecio de los conservadores hicieron que Horthy acabase por sustituirlo por otro primer ministro más conservador, Miklós Kállay, aristócrata y último presidente del Gobierno de la regencia del almirante. El fin del entusiasmo inicial por la alianza con Berlín llegó pronto: en agosto de 1941 los conservadores comenzaron a recordarle al regente su creencia en la invencibilidad del poder naval británico y aliado. La tarea de Kállay era tratar de alejar a Hungría de Alemania. Aun así, ni Bárdossy ni Kállay lograron retirar los ejércitos húngaros del frente oriental, donde a comienzos de 1943 sufrieron enormes pérdidas. El número de tropas en el frente oriental había sido reducido hasta finales de 1942; las derrotas del invierno de ese año eliminaron prácticamente a las unidades magiares. El grueso de las supervivientes regresó a Hungría y algunas quedaron en la retaguardia ucraniana. A partir de entonces, Kállay se negó a enviar nuevas unidades al frente, al que las formaciones magiares marcharon de nuevo solo en la primavera de 1944. La alianza antimagiar forjada por Croacia, Rumanía y Eslovaquia en mayo de 1942 facilitó la negativa de Kállay, justificada por la necesidad de defender las fronteras nacionales de esta nueva «Pequeña Entente del Eje». El grueso de las fuerzas militares húngaras se concentró en los Cárpatos. Kállay limitó además la cooperación económica con el Reich: solo un quinto de la producción eléctrica se dedicó a fines militares y no aportó más que un cuarto de los alimentos prometidos a Alemania. Los gastos militares, sin embargo, crecieron casi de manera continua: si en 1938-1940 suponían el 17,1 % del PIB, en 1942 llegaron al 24,4 % y en 1943, al 27,3 %.
Internamente, mantuvo una cierta libertad de prensa, de derechos civiles y de oposición parlamentaria, con guiños a los Aliados occidentales. Aunque continuó la discriminación de la población judía, no se la envió al exterminio y se protegió a los prisioneros polacos y Aliados.
Kállay comenzó además negociaciones secretas con los Aliados occidentales que permitieron que el país evitase temporalmente los bombardeos aliados, mientras que los aviones de estos pudieron evitar sin riesgo las defensas aéreas en sus misiones. El plan del regente y del nuevo primer ministro era sostener el frente oriental hasta poder rendir el país a los Aliados occidentales, convencidos de que estos no permitirían el control de la región por los soviéticos. De la misma manera que Rumanía y Hungría habían competido por el favor de Hitler cuando su suerte era favorable, la misma competencia se repitió para abandonar el Eje cuando se sucedieron sus derrotas. Los intentos de cambiar de bando, sin embargo, fracasaron, tanto por el deseo de mantener los territorios recuperados y el anticuado sistema social como por la reticencia gubernamental a tratar con la Unión Soviética. Para evitar un cambio de bando similar al italiano, los alemanes invadieron sin oposición el país el 19 de marzo de 1944. Kállay se refugió en la embajada turca mientras Horthy quedaba retenido por sus anfitriones alemanes en el Castillo Klessheim hasta que accedió a nombrar un nuevo Gobierno con el antiguo embajador en Berlín Döme Sztójay al frente. No hubo resistencia alguna a la ocupación.
El nuevo Consejo de Ministros, supervisado por el enviado alemán Edmund Veesenmayer, quedó encargado de reformar el Ejército y la economía nacionales en favor del esfuerzo bélico alemán y de poner fin al «problema judío». El Partido de la Cruz Flechada fue excluido del gabinete que, sin embargo, incluyó a destacados miembros de la ultraderecha. La supervisión de la deportación de la población hebrea quedó en manos de Adolf Eichmann, enviado al país junto a las primeras tropas de ocupación. Un nuevo decreto gubernamental permitió comenzar las grandes deportaciones en apenas unas semanas. El proceso de exterminio siguió las pautas habituales en los territorios bajo control alemán: una serie de medidas legislativas abrogaron los derechos de los ciudadanos judíos y los separaron del resto de la población en guetos —excepto en la capital—; después comenzaron las deportaciones —el 14 de mayo— en condiciones inhumanas de unas diez mil personas diarias. En total, 223 300 personas del territorio de 1920 y 292 200 de los recuperados en los últimos años fueron deportadas por orden secreta del Ministerio del Interior. En tan solo cincuenta y seis días, fueron deportados a ese campo de exterminio 437 000 judíos. En total fueron asesinados 565 000 judíos en los territorios controlados por Hungría durante la guerra. La veintena de principales compañías industriales quedaron en manos de las SS, otras menores fueron saqueadas por la población o por el Estado. Las deportaciones, coordinadas por el reducido grupo de Eichmann, contaron con la decidida colaboración de la Administración magiar, en especial, de la gendarmería. Asimismo, la aportación húngara al esfuerzo bélico alemán creció nuevamente de manera considerable.
Animado por Bethlen, los representantes de los países neutrales y por los sucesivos reveses alemanes en la contienda, Horthy trató nuevamente de cambiar de rumbo político durante el verano. Destituyó a los secretarios de Estado nacionalsocialistas impuestos por los alemanes e impidió la deportación de la población judía de la capital, si bien no se atrevió a destituir a Sztójay hasta finales de agosto, tras el cambio de bando de Rumanía. Destituido este, el nuevo Gobierno, presidido por el general Géza Lakatos, estaba formado por militares y hombres leales al regente y se creó con el objetivo de lograr el armisticio. Lakatos debía rendir el país a los soviéticos que habían penetrado finalmente en Hungría.
El intento de capitular ante los soviéticos, tardío y mal organizado, fracasó en octubre de 1944. Los alemanes dieron un golpe de Estado que acabó con la regencia del Horthy y entregó el poder a Ferenc Szálasi, con los soviéticos ya a las puertas de la capital. El almirante fue deportado a Alemania.

#### Szálasi y el final de la guerra
Se formó entonces bajo protección alemana un nuevo Gobierno fascista —unión de las distintas corrientes a excepción de los seguidores de Imrédy, que detestaban al nuevo primer ministro—, que desató una brutal represión. El 16 de octubre, se produjo el primer pogromo en Budapest, en el que las milicias de Szálasi y las tropas alemanas asesinaron entre doscientas y trescientas personas. Entre siete y ocho mil judíos fueron brutalmente conducidos al hipódromo hasta que fueron liberados por orden del propio Szálasi tres días más tarde. El mismo día de la toma de posesión de Szálasi, las tropas soviéticas, que controlaban ya cerca de la mitad del país, alcanzaron los suburbios de la capital.
La mayoría de la Administración y del Ejército permaneció fiel al nuevo gabinete, si bien algunas tropas, con el general Béla Miklós a la cabeza, se pasaron a los soviéticos. El país se convirtió en un campo de batalla entre las fuerzas soviéticas y las alemanas y Budapest sufrió un durísimo asedio de dos meses que destruyó gran parte de la ciudad y concluyó el 13 de febrero de 1945. Hitler había insistido en defender a toda costa la capital húngara, a pesar de los intentos de Szálasi de evitar los combates; cien mil soldados alemanes y húngaros habían defendido la ciudad, por donde se extendió el terror. Al tiempo, dos Gobiernos rivales se disputaban la autoridad del país. El gabinete de Szálasi, con los puestos clave ocupados por miembros de la clase media baja, se instaló en Sopron, en el oeste. A comienzos de diciembre, Szálasi aprobó por decreto la transformación del país al modelo corporativista. El rápido avance soviético, empero, impidió la puesta en práctica de su programa político.

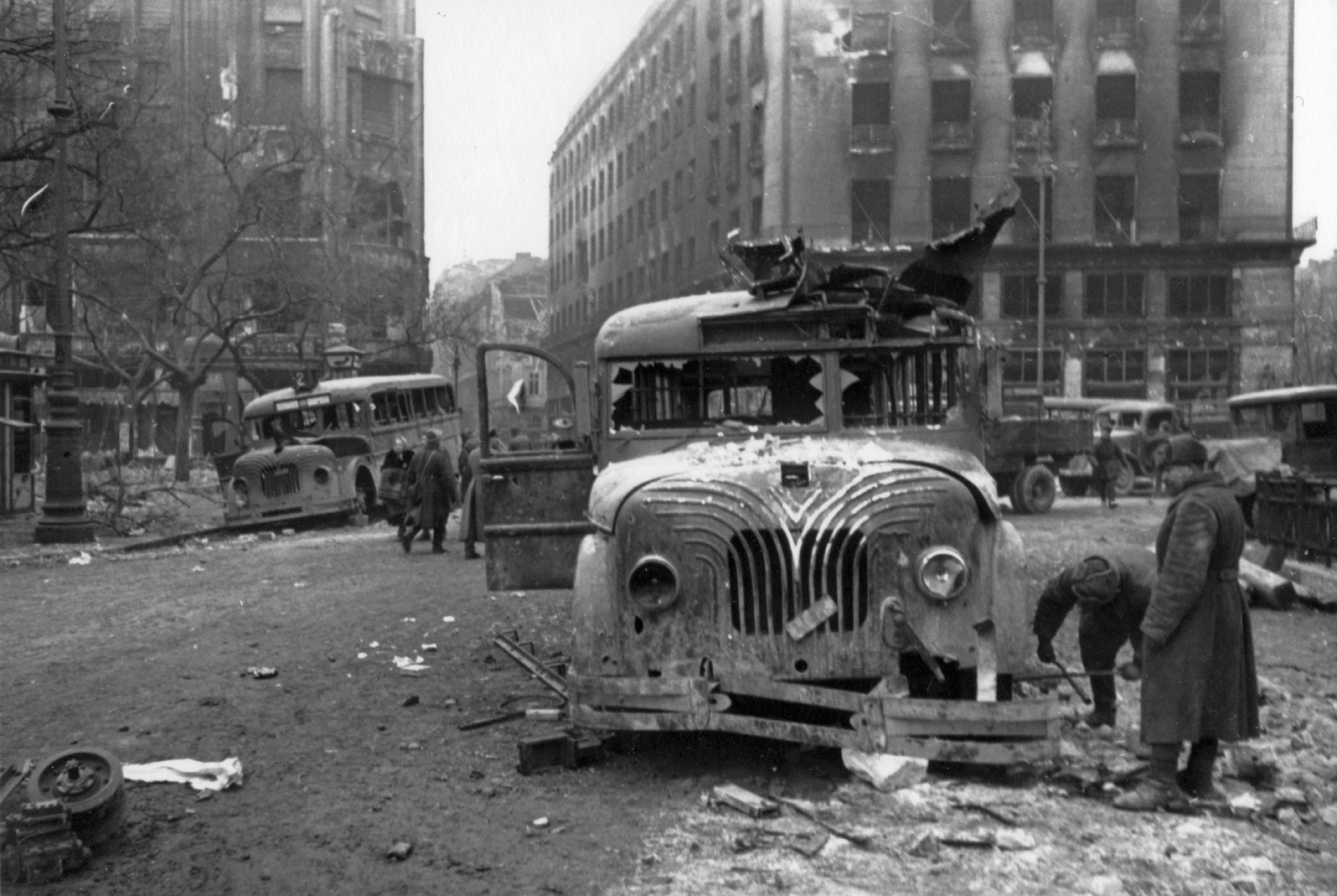
Aspecto de Budapest tras el duro asedio de las fuerzas soviéticas, que finalizó en febrero de 1945

El 21 de enero de 1945, el nuevo Gobierno provisional proaliado presidido por el general Miklós, formado el 23 de diciembre y que contaba con el respaldo de una coalición de cuatro partidos, firmó el armisticio con los Aliados en Moscú. Los alemanes contraatacaron en Székesfehérvár en marzo con unidades acorazadas, pero los soviéticos lograron expulsarlos finalmente de territorio húngaro, devastado por los combates, el 4 de abril.

### Posguerra y fin de la monarquía
El Gobierno provisional de Miklós se basaba en la coalición de cuatro partidos, que se repartieron los ministerios: el Partido Comunista, el Socialista, el Partido de los Pequeños Propietarios y el Partido Nacional Campesino. El primero era pequeño, pero contaba con el apoyo soviético, el segundo contaba con respaldo en las ciudades, el tercero en el campo y el cuarto era una pequeña agrupación de intelectuales radicales expertos en el problema agrario. Los intentos de los comunistas de sustituir la antigua Administración por un sistema de consejos pactados por los partidos coaligados y por extender su influencia no tuvieron mucho éxito. El nuevo Parlamento provisional se formó por acuerdo de los cuatro partidos, con un reparto igualitario de escaños salvo para los nacional-campesinos, que recibieron un número ligeramente inferior. El Ministerio del Interior se entregó a un nacional-campesino favorable a los comunistas, que empezaron a extender su influencia en él; el de Agricultura quedó en manos del comunista Imre Nagy, que puso en marcha inmediatamente una reforma agraria para ganarse las simpatías del campesinado. Los comunistas comenzaron a ganar influencia también en los sindicatos y contaron con el apoyo de los socialistas.
Coaligados, estos dos partidos sufrieron una dura derrota a manos de los Pequeños Propietarios en las elecciones municipales de la capital a finales de año; el voto mayoritario a estos fue en realidad una protesta contra los soviéticos. Tras rechazar la propuesta soviética de fijar el porcentaje de diputados para cada partido independientemente del resultado electoral, los Pequeños Propietarios lograron una amplia victoria en las votaciones —un 57 % frente al 17 % de la alianza social-comunista y el 7 % de los nacional-campesinos—. El dirigente del partido vencedor, Zoltán Tildy formó un nuevo Gobierno que abolió la monarquía y proclamó la república en enero de 1946, de la que fue nombrado presidente.

## Economía

### Situación en la posguerra
Después del Tratado de Trianón en 1920, Hungría quedó limitada a una fracción de su territorio anterior y perdió grandes zonas industriales, el 45 % —aunque conservó al 50,9 % de la población dedicada a la industria—. En especial, conservó el 82 % de la industria pesada y el 70 % de los bancos. Conservó también el 48 % del trigo, el 64,6 % del centeno o el 35,8 % del maíz, a pesar de haber mantenido solo alrededor del 30 % de su territorio prebélico.
Las pérdidas territoriales tuvieron importantes consecuencias económicas: la industria húngara perdió gran parte de sus materias primas y la agricultura gran parte de sus antiguos mercados en lo que habían sido las provincias occidentales del imperio desaparecido. La dificultad de cambiar el destino de las exportaciones agrícolas por la competencia de otros países complicó la adaptación a la nueva situación. Los países surgidos del imperio impusieron medidas autárquicas que dificultaron el comercio entre ellos. Entre las pérdidas se contaron: el 43 % de la tierra cultivable, así como el 84 % de los bosques, 58 % de las líneas férreas, el 60 % de las carreteras, el 83 % del hierro, el 29 % del lignito y el 27 % del carbón bituminoso. El grado de desarrollo del país era intermedio, similar al de Polonia: un país fundamentalmente rural, pero con importantes sectores industriales.
El país se encontraba entre las naciones periféricas europeas, cada vez más alejadas en riqueza, productividad y recursos de las más opulentas. Como en otros países del entorno, las clases privilegiadas sufrieron así la doble presión de la competencia de las naciones más ricas y del nuevo modelo soviético. La reacción a estas presiones dio lugar al radicalismo de ultraderecha, mezcla de rechazo del internacionalismo comunista y de nacionalismo frente a los países más ricos.
Tanto la producción agrícola como la industrial en la posguerra eran mucho menores que las anteriores al conflicto mundial. En 1920, la primera apenas alcanzaba el 50-60 % del anterior a la guerra y la segunda, el 35-40 %. Las exportaciones agrícolas se habían hundido durante la guerra y en 1922 aún solo habían recuperado el 41 % del nivel prebélico. Las exportaciones industriales sufrieron un proceso similar y en 1921 solo alcanzaban el 57 % de las realizadas antes del conflicto.

### Agricultura
Con más de la mitad de la población dedicada a la agricultura —el 55,8 %—, la distribución de la tierra seguía siendo extremadamente desigual: mientras unos cientos de familias nobles poseían más de la mitad de la tierra cultivable, cerca de tres millones de campesinos (el 70 % de la población rural) sobrevivían con terrenos de entre uno y siete acres —que ocupaban el 10 % de las tierras cultivables— o no tenían tierra alguna —el 40 % de la población rural, un millón seiscientas mil personas—. La mayoría de los minifundios de los pequeños propietarios —un millón y medio de personas— eran insuficientes para sobrevivir, lo que obligaba a sus dueños a trabajar en fincas ajenas para ganarse el sustento, como en el caso de los jornaleros sin propiedades. Dado el exceso de mano de obra rural, en media estos grupos apenas podían emplearse unos cinco meses al año. Por otro lado, los empleados de las haciendas vivían en condiciones semifeudales, parecidas a la servidumbre, y tenían restringida su libertad de movimiento —no podían abandonar las fincas sin permiso del terrateniente—. En una situación similar se encontraban los jornaleros, fácilmente explotables y que solían trabajar en condiciones inhumanas.
| "Tipo"                            | Extensión poseída (en yugos) | Número  |
| --------------------------------- | ---------------------------- | ------- |
| Sin tierras                       | -                            | 400 000 |
| Pequeños propietarios             | 8 000                        | 840 000 |
| Grandes y medianos terratenientes | 7 600 000                    | 10 760  |

La concentración de la propiedad de la tierra aumentó tras la guerra, ya que el nuevo territorio conservó la mayoría de los latifundios. La ley de reforma agraria aprobada en 1920 apenas confiscó y distribuyó un noveno de toda la tierra cultivable, en parte por las maniobras de la asociación de terratenientes, que se encargó de reducir el impacto de la ley. La medida, muy moderada, distribuyó pequeñas parcelas de calidad menor a unos setecientos mil campesinos —obligados a pagar por ellas unas cantidades que arruinaron a la mayoría— y los antiguos propietarios recibieron compensación por las pérdidas. Los nuevos minifundistas, incapaces de ganarse el sustento en sus exiguas propiedades, quedaron además a menudo a merced de los grandes terratenientes, en cuyas fincas tenían que trabajar para subsistir. El fin del periodo contrarrevolucionario puso también fin a todo intento de reforma o redistribución. A diferencia de otros países del entorno, Hungría mantuvo su sistema agrícola semifeudal con grandes fincas, en parte porque suponían un pilar fundamental del sistema político.

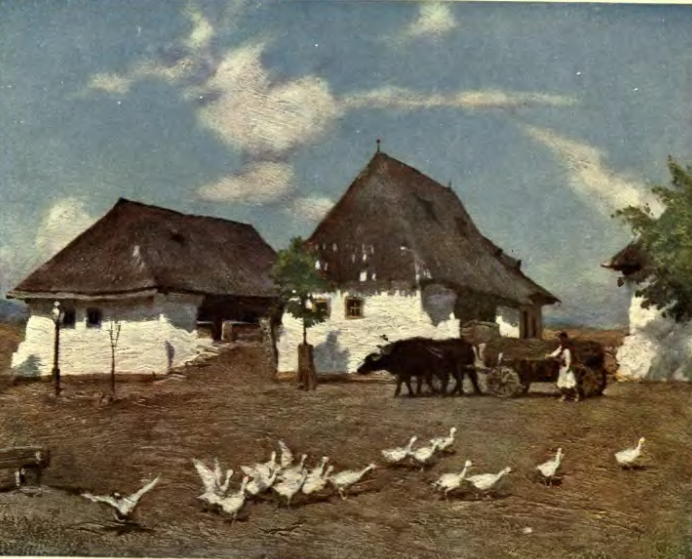
Casas campesinas en Hungría. El campo húngaro apenas sufrió variaciones en el periodo de entreguerras, con excesiva población viviendo en paupérrimas condiciones y la tierra dividida en grandes latifundios y minifundios insostenibles. El desarrollo industrial no fue suficiente para acabar con la superpoblación rural y no se llegó a hacer una reforma agraria importante.

La distribución de los latifundios no hubiese bastado para resolver el problema agrario y era contrario a los intereses de los aristócratas que sostenían al Gobierno durante la década de los veinte y parte de los años treinta. Según el Gobierno, los problemas sociales y económicos del campesinado eran consecuencia del tratado de paz, con lo que trató de desviar el descontento y encauzarlo hacia el revisionismo, al tiempo que mantenía intacta la estructura social feudal-burguesa tradicional. Se fomentó la industrialización del país para tratar de reducir la superpoblación rural. Esta necesitaba de capitales, lo que llevó al Gobierno a mantener en general buenas relaciones con los financieros judíos, como ya había sucedido antes de la guerra. A la vez, esta cercanía aumentó más aún el antisemitismo de la oposición ultraderechista, que veía a los judíos como sostén del régimen. Además, para favorecer el desarrollo de la producción industrial nacional, elevó los aranceles de ciertos productos industriales. Estos aranceles, que perjudicaron a la población rural, sirvieron para financiar nuevas industrias. En la práctica, la población rural sostuvo el desarrollo industrial, a costa de la reducción de los beneficios de la producción agrícola y del estancamiento de los ingresos de la población campesina, bajos de por sí. La clave de la balanza de pagos húngara y de los fondos para su industrialización era la exportación de grano barato. Este objetivo favorecía —añadido a la propia preferencia de Bethlen— el mantenimiento de los latifundios, que producían mayor cantidad de productos para la exportación. A cambio, se sacrificaba el nivel de vida de la población rural, destinada en los planes gubernamentales a pasar parcialmente a la industria. Esta, sin embargo, nunca llegó a crecer lo suficiente como para absorber al exceso de población rural, lo que mantuvo bajo el poder adquisitivo interno. En vísperas de la guerra mundial, aún la mitad de la población se dedicaba a la agricultura.
| Precios de los productos agrícolas (100=1924-1925). El impacto de la Gran depresión. |
|                                                                                      |
| Según Incze, p. 41.                                                                  |

La situación económica del campesinado tampoco mejoró. Aunque la inflación de los primeros años de posguerra permitió eliminar las deudas acumuladas, los labradores carecían de capital para reemplazar los animales y herramientas perdidas durante la contienda o para comprar nuevo material, lo que llevó a un rápido endeudamiento para financiar estas compras. A esto se unían las malas condiciones de cultivo: siembras tardías por falta de maquinaria que se había de alquilar, falta de rotación de cultivos y abundancia del barbecho.
Aunque la producción y exportación de productos agrícolas fueron altas, los precios obtenidos por esta dependían completamente del mercado mundial. La Gran Depresión golpeó con fuerza la economía húngara y en especial, la agricultura: los precios del cereal se hundieron en el mercado mundial. Los cien kilogramos de trigo pasaron de los 25,84 pengos en 1929 a 7,15 en 1933, el centeno, de 20,66 a 3,65, el maíz, de 17,51 a 7,75. La cantidad de exportaciones agrícolas se redujo en un 49,9 %, su valor, en un 70,3 %. Con pérdidas netas para la mayoría de los productores, el índice de producción agrícola pasó de 100 en 1929 a 44,8 en 1932: grandes parcelas quedaron sin cultivar. La crisis dejó a los jornaleros húngaros al borde del hambre. Los pequeños propietarios dejaron de producir para la venta e incluso los grandes hacendados incurrieron en deudas. Estas aumentaron extraordinariamente, en especial, la de los labradores más humildes —que contaban además con los peores créditos—, a pesar de las medidas gubernamentales a favor de los endeudados. Alrededor de la mitad de la población rural quedó sin empleo al reducirse la producción. El hundimiento de la agricultura afectó al Estado —por la reducción de ingresos de esta actividad—, a la industria —privada de los medios financieros para importar materias primas— y al empleo. Entre 1929 y 1933, la producción industrial se redujo en más de un tercio y el 27 % de los trabajadores industriales quedó desempleado. Los sueldos se redujeron y nunca recuperaron el nivel anterior a la crisis. En 1931 la crisis se agudizó al cancelarse los créditos a corto plazo concedidos al país y la huida de los inversores extranjeros.
La grave crisis económica favoreció el aumento de la influencia de las potencias fascistas, Italia y Alemania, los únicos compradores de la producción agrícola húngara que dejó de absorber el mercado internacional —y, en el caso de Alemania, receptor de parte de sus desempleados— y el poder de la derecha radical. La recuperación nunca fue total: los precios de los productos agrícolas nunca recuperaron el nivel anterior a la crisis y los salarios de los trabajadores agrícolas solo se recuperaron en 1936 y superaron por poco los niveles anteriores durante el resto de la década.
Los intentos de la derecha radical de realizar una reforma agraria fracasaron. Las tierras en manos de los ciudadanos judíos, que debían haberse expropiado por la ley de 1942, permanecieron fundamentalmente en manos de sus antiguos propietarios, en especial las grandes fincas. Lo mismo sucedió con las grandes haciendas de los terratenientes gentiles: la presión de los conservadores y la Iglesia católica modificaron la ley de 1940, restringió notablemente los terrenos afectados por la medida y la pospuso hasta el final de la guerra, anulándola en la práctica. Más allá de un aumento de la producción de productos destinados a la industria y de un cierto descenso del porcentaje de población dedicado a la agricultura, durante la guerra la situación del campo cambió notablemente menos que en la ciudad y aquel siguió repartido entre grandes latifundios —un 48,1 % de las tierras cultivables eran fincas de más de cien yugos y un 29,9 %, de más de mil; un 1 % de la población poseía más de la mitad de toda la tierra cultivable— y minifundios —tres millones de campesinos, un tercio de la población total, carecía de tierras o solo contaba con parcelas insuficientes de menos de cinco yugos; estos englobaban solo una décima parte de las tierras cultivables—. Dos tercios de las localidades rurales del país, con el 70 % de su población rural y el 30 % de la de toda la nación, carecía de electricidad en vísperas de la contienda mundial.

### Industria, comercio y finanzas
Gran parte de la industria, el comercio y las finanzas se hallaban en manos de la burguesía judía, cuya relación con el poder empeoró tanto durante el periodo revolucionario como en el contrarrevolucionario posterior. Bethlen, tanto por tradición como por su convencimiento de la necesidad de buena imagen para el país y de ayuda financiera extranjera para el desarrollo económico, se opuso al creciente antisemitismo de la ultraderecha. A pesar del carácter eminentemente rural del país, apoyó el desarrollo industrial y comercial, respaldado por la reducida y oligárquica alta burguesía judía.
Durante la década de Bethlen, la economía se recuperó notablemente —salvo la agricultura, cuya producción se estancó al nivel anterior a la guerra—. La industria creció considerablemente: el número de trabajadores creció de 136 808 a 236 284, el índice de producción industrial prácticamente se triplicó y el porcentaje del PIB debido a la industria aumentó del 23,3 % al 31,3 % Entre 1924 y 1929, el PIB creció a una media del 6 % anual, debido fundamentalmente al desarrollo de la industria. El principal beneficiario de este desarrollo fue la clase empresaria urbana, aunque también lo fue el proletariado de las ciudades. Los sueldos de los trabajadores urbanos recuperaron el nivel anterior a la guerra a finales de la década, si bien sus condiciones de vida nunca se recuperaron completamente, a pesar de su escasa calidad antes de la contienda de 1914. La producción industrial sobrepasó ligeramente la de 1913 a finales de la década, si bien la recuperación se concentró en la industria ligera, mientras que la pesada solo logró recuperarse gracias al rearme a finales de la década siguiente. Aun así, la producción industrial de la región era escasa: apenas el 2 % del total europeo. El proteccionismo gubernamental favorecía el desarrollo de la industria nacional, pero a costa de encarecer los productos industriales. La tecnología industrial, que avanzó notablemente en la Europa más desarrollada, no mostró avances destacables en la región.
El Gobierno fomentó en los primeros años la inflación, que hizo recaer en los asalariados el coste de la reconstrucción y facilitó el pago de las deudas a la burguesía y a los terratenientes en divisa depreciada. A partir de 1924 y con una clase trabajadora bastante desprotegida y con salarios reducidos —en 1923, el salario medio apenas contaba la mitad del poder adquisitivo de 1914—, facilitó las inversiones extranjeras y contuvo la inflación. En 1925, se impusieron altos aranceles.
El crédito obtenido con el aval de la Sociedad de Naciones, sin embargo, no se destinó principalmente a favorecer actividades productivas, sino al pago de la deuda austrohúngara, el presupuesto y la estabilización financiera. Los ingresos por exportaciones eran insuficientes para pagar la deuda externa, lo que obligaba a la solicitud de nuevos créditos. A este primer crédito se siguieron otros ochenta a lo largo de la década, por un total de tres millardos de pengős —la nueva divisa—. Este endeudamiento continuo, base de la recuperación como en otros países de la zona, convirtió a Hungría en la nación europea con la mayor deuda per cápita en 1930. Estos créditos tenían además desventajas añadidas: eran a corto plazo y alto interés y se destinaron en parte al mantenimiento de la Administración o de las haciendas de los terratenientes —consecuencia del sistema social anticuado del país—. Apenas el 35 % del montante se pudo invertir en actividades productivas o sociales. Aunque Hungría y los países de la región hubiesen necesitado créditos a largo plazo para su reconstrucción económica, recibieron unos de rápido vencimiento. Los bancos vieneses mantuvieron además un importante papel de prestamistas intermediarios del comercio y la industria en toda la zona. La inversión del capital interno tampoco fue adecuada, lo que impidió reducir la dependencia de la financiación extranjera. El continuo déficit comercial —cubierto también con créditos— anulaba asimismo este como fuente de divisas. El sistema se sostenía por la solicitud de continuos créditos, situación que terminó con la Gran Depresión, que puso fin a la bonanza aparente. En 1931 el sistema crediticio quebró. Gran parte del capital extranjero abandonó el país. Además, a partir de 1929, el precio de las exportaciones agrícolas, principal fuente de divisas, había disminuido rápidamente, lo que complicó el pago de la deuda externa. En la práctica insolvente, el 1 de enero de 1932 el país comenzó a aplicar una moratoria en el pago de la deuda externa, situación que se extendió en los meses siguientes a casi toda la región.
El comercio regional se complicó desde la posguerra por los esfuerzos de todos los países por aumentar en lo posible su autoabastecimiento, en busca de la autarquía. El hundimiento del comercio, especialmente con Checoslovaquia tras el fin del tratado comercial en diciembre de 1930, supuso un gran perjuicio para Hungría. Los intentos gubernamentales de aumentar las exportaciones mediante subsidios, en especial a aquellas destinadas a países sin comercio regulado, resultaron infructuosos. En 1932, el peor año para el comercio magiar, las exportaciones apenas alcanzaron el 32,3 % del valor de las de 1929 y las importaciones, el 30,9 %. En 1932 el 57 % de las exportaciones iban a países con comercio regulado; en 1934, el porcentaje había aumentado hasta el 79 %. Los Protocolos de Roma aliviaron algo la situación de la exportación de productos agrícolas, pero la gran mejora vino con la firma de un acuerdo comercial con Alemania el mismo año que garantizó la exportación de ciertas cuotas de importantes producciones agrícolas. El fin de la política autárquica alemana en 1934 gracias a la decisión del nuevo ministro de Economía Hjalmar Schacht supuso un aumento espectacular del comercio entre el Reich y los países del sureste europeo. En febrero, se firmó un nuevo acuerdo comercial. Esta decisión permitió a Hungría vender sus excedentes agrícolas y mantener sus latifundios, si bien a cambio de depender de la industria alemana, de admitir un valor artificialmente alto para el marco alemán y de convertir su economía en dependiente de la de esta, en la que obtenía sus mercados de exportación y sus suministros industriales. El comercio bilateral quedó regulado por comisiones mixtas que fueron aumentando las cuotas de exportación al Reich a lo largo de la década. Entre 1933 y 1935, las exportaciones a Alemania se duplicaron, alcanzando un 23,9 % del total. Alemania, que pagaba precios superiores a los del mercado internacional, absorbió gran parte de las exportaciones húngaras, pero no pagaba en divisas. El mercado alemán redujo los gastos presupuestarios húngaros necesarios para subvencionar las exportaciones sin hundir los precios de los productos agrícolas. En 1937 el 54 % de las exportaciones húngaras iban a parar a Alemania, Austria e Italia; los países con comercio libre apenas compraban el 10-25 %. Alemania proporcionaba el 44,2 % de las importaciones húngaras. En 1938, Alemania controlaba ya algo más del 50 % de las importaciones y las exportaciones húngaras.
Gracias a esta revitalización del comercio y a la disposición del Reich a admitir jornaleros húngaros, mejoró la economía y, al tiempo, la imagen de Alemania entre la población. Este aumento del comercio con Alemania y el comienzo del rearme sacaron al país de la depresión económica en la segunda mitad de la década de 1930. Las condiciones de vida y trabajo de los obreros industriales siguieron siendo malas, pero el desarrollo de industrias relacionadas con el rearme eliminaron prácticamente el desempleo. La industria se modernizó y comenzó a destacar en algunos sectores, como las telecomunicaciones, el instrumental eléctrico o los productos farmacéuticos. Aun así, la industria siguió sufriendo ciertas debilidades: una gran dependencia de Alemania, una gran concentración en la capital y una productividad aún baja comparada con la media europea. Su crecimiento, además, no fue suficiente para eliminar la superpoblación rural. La anexión alemana de Austria, que aún ostentaba un importante puesto en el comercio regional, otorgó finalmente la supremacía económica a Berlín en toda la cuenca del Danubio, que quedó sujeta al comercio con Alemania. La economía húngara, así como la de la región en su conjunto, se convirtió en semicolonial.
La guerra aceleró considerablemente la industrialización: en cinco años, de 1938 a 1943, el número de obreros industriales creció en un 61,5 % y el valor de la producción industrial, en un 37,5 % frente, más que en el resto de periodo de entreguerras. En 1943, año de mayor producción de la industria militar, hubo escasez de mano de obra cualificada, que alcanzó más de seiscientas mil personas. El rápido desarrollo, centrado en la industria pesada, fue dirigido por el Estado. A pesar de la gran destrucción de los dos últimos años de la guerra, Hungría conservó más industria de la que tenía en 1938. Incluso con su notable crecimiento, la industria nacional no logró cubrir las necesidades militares. Ni siquiera la ayuda alemana, debido a que Berlín deseaba aumentar la producción industrial húngara en su beneficio, solucionó la insuficiente productividad. Tras la ocupación, los alemanes trataron de aumentar la producción, pero los bombardeos y la falta de materias primas desbarataron sus planes.

## Sociedad

### Conservadurismo y nacionalismo
El régimen de Horthy se caracterizó por su carácter conservador, chovinistamente nacionalista y furibundamente anticomunista. La ideología de la contrarrevolución —primera protofascista de la posguerra— mezcló ambos, nacionalismo y antimarxismo, en lo que se llamó la «idea de Szeged» (del húngaro: Szegedi gondolat). Amalgama nebulosa de propaganda política, se centraba en la lucha contra el bolchevismo, el fomento del antisemitismo, un nacionalismo chovinista y el revisionismo. El país se presentaba como defensor de la unidad nacional y de la cristiandad, opuesto al liberalismo y al socialismo y bastión anticomunista. La regencia se sostuvo sobre una alianza inestable de conservadores y ultraderechistas. Los radicales de derecha —fundamentalmente una agrupación de baja nobleza, oficiales del Ejército y funcionarios, clases medias cada vez más empobrecidas— propugnaban además una cierta justicia social y la participación política de las masas en su favor; la corrección de las mayores desigualdades que debía animar esta debía hacerse, sin embargo, no a costa de la pequeña burguesía que representaban, sino de la aristocracia y la alta burguesía judía, pilares del régimen conservador de la década de 1920. Este grupo adoptó así una actitud a la vez antifeudal y antisemita.
La sociedad se encontraba intensamente polarizada; el poder político estaba en manos de la nobleza y la alta burguesía y el cuerpo de oficiales del Ejército formaba prácticamente una clase propia. Este estrato de la sociedad, así como la opinión pública, era intensamente revisionista, considerando el Tratado de Trianon como injusto e insultante. Durante la década reaccionaria de Bethlen, volvió el modelo económico-social anterior de la guerra en la que el Gobierno arbitraba las relaciones entre los distintos grupos sociales, en especial entre la burguesía judía, encargada en general de la industria, las finanzas y las relaciones económicas internacionales y la aristocracia y los terratenientes, fuentes de los productos agrícolas para la exportación y, junto con la Iglesia católica, principales garantes de la estabilidad social rural. La riqueza nacional también estaba muy mal repartida: un 0,6 % de la población —unas cincuenta y dos mil personas— poseía el 20 % de ella.
En un ambiente reaccionario, cobraron relevancia la ascendencia del individuo, sus títulos, el respeto por la autoridad y un antisemitismo clásico, junto con una despreocupación por la situación de penuria de las masas de jornaleros y obreros del país. A pesar de la notable movilidad social del régimen, este proyectaba una imagen de rigidez e inmovilismo, de aspecto feudal y de desprecio aristocrático por los advenedizos. La escasez de puestos en la Administración, fomentó, además, el nepotismo y el elitismo tradicionalista. Para tratar de integrar a las clases medias descontentas, se trató sin éxito de crear una nueva nobleza meritocrática con la Orden los Valientes (vitézi rend), mal vista por la aristocracia tradicional y foco de radicalismo. El más poderoso exponente del régimen, el propio regente, se ha descrito como un hombre conservador, tradicionalista y hostil a las ideas que pudiesen suponer cambios sociales, desórdenes o rebeliones, un hombre con los valores de la época del emperador Francisco José.
El nacionalismo extendido por el país se manifestó en la creación de numerosas asociaciones y ligas patrióticas, con el objetivo de eliminar el Tratado de Trianon. Surgidas como reacción de las clases privilegiadas a la derrota en la guerra mundial y las transformaciones que conllevó, llegaron a ser más de diez mil, caracterizadas por su rechazo de la democracia, su chovinismo, romanticismo y racismo. Entre las más famosas se contaron la Asociación de Defensa Nacional Húngara (Magyar Országos Véderö Egyesület, MOVE) —fundada y presidida por Gömbös—, la Asociación los Magiares Alzados (Ébredö Magyarok Egyesülete, EME), la Sociedad del Juramento de Sangre de la Doble Cruz (Kettöskereszt Vérszövetség) y la Liga Cultural Húngara (Magyar kulturliga). Las características más destacadas de estas asociaciones —con estrechas relaciones con las bandas paramilitares del periodo contrarrevolucionario—, además de su furibundo nacionalismo, fueron su anticomunismo, antisemitismo y espíritu de «acción». Estas asociaciones, a menudo formadas por miembros de las clases medias bajas ansiosos por encontrar puestos en la Administración del Estado, servían además como redes para facilitar este objetivo.
La Administración y, en especial, la educación, sufrieron una amplia purga de elementos sospechosos de simpatizar con las dos repúblicas, en parte para facilitar la incorporación de funcionarios refugiados de los territorios perdidos. Las instituciones educativas despidieron a sus profesores más progresistas e impusieron una instrucción chovinista, que caracterizó todo el periodo.

### Clases medias desposeídas
Las clases medias depauperadas, principal sostén de la contrarrevolución de 1919-1920 y del terror, provenían de la baja nobleza que, despreciando las actividades comerciales e industriales —controladas fundamentalmente por las minorías judía y alemana, lo que atizó las tendencias antisemitas y chovinistas— como indignas, habían pasado a la Administración, tanto a la central como a la de los condados. Englobando oficiales, funcionarios y elementos pequeñoburgueses, formaban el estrato menor de las clases dirigentes húngaras, permanentemente insatisfechas de su posición. Protofascistas, se oponían tanto al socialismo como al liberalismo anterior al conflicto mundial, en parte como justificación para hacerse con el control del Estado frente a la competencia de socialistas y de la vieja clase dirigente aristócrata liberal. Este estrato social favorecía la implantación de una dictadura militar antisemita, chovinista y antisocialista —modelo político en el que esperaba prosperar— y rechazaba el parlamentarismo y la democracia. Los esfuerzos gubernamentales por revitalizar a este grupo social y orientarlo hacia las actividades industriales y comerciales fracasaron: la reducción territorial, la crisis económica de posguerra y la propia actitud de los afectados contribuyeron al descalabro. Si ya en 1914 se calcula que el funcionariado magiar, refugio tradicional de este grupo, triplicaba el número necesario para la gestión de la región, las pérdidas territoriales de Trianon lo convirtió en aún más superfluo. Su número, sin embargo, apenas se redujo. El Estado tuvo finalmente que admitir a la mayoría de funcionarios inmigrados, incapaces de adaptarse a otras profesiones menos privilegiadas.
Una fuente de desencanto y radicalismo fue la gran cantidad de personas con educación que no encontraban un puesto con buenas condiciones económicas y sociales. Este exceso de intelectuales tenía dos orígenes: la reducción del tamaño del país sin una merma proporcional de la población con estudios superiores y la generación de nuevos universitarios a un ritmo que el país no podía absorber. Cada vez más, muchos de estos pertenecían a la pequeña nobleza y no a la burguesía, lo que favoreció la simpatía de los círculos universitarios hacia la ultraderecha. Para moderar el descontento de esta clase, el Gobierno trató de incluir al mayor número posible en la Administración, que creció de manera desmesurada. La posterior reducción parcial de la Administración no supuso alivio alguno al Estado, ya que los funcionarios despedidos fueron en realidad jubilados a cargo del presupuesto. Los grandes recortes se hicieron además entre los trabajadores de las empresas públicas, no estrictamente entre los funcionarios. A pesar de la gran carga que el sostenimiento de estos cargos superfluos suponía para el Estado —el 60 % del presupuesto estatal en 1924 iba destinado a sueldos y pensiones de empleados estatales— y de la creciente deuda en créditos a corto plazo necesaria para ello, los salarios fueron necesariamente bajos, otro motivo de descontento de este sector de la población. La situación empeoró en la década de 1930 debido a la grave crisis económica: no solo los funcionarios perdieron rápidamente una parte importante de sus salarios, sino que una enorme proporción de los nuevos licenciados —médicos, ingenieros, profesores o abogados— quedaron sin empleo. Esta nueva clase de desempleados, unida a las clases bajas, conformó el núcleo de la oposición nacionalsocialista de la segunda década del periodo de entreguerras. A comienzos de la década, apoyaron a Gömbös y trataron de que se aplicasen medidas antisemitas para eliminar competencia laboral por los escasos empleos. En las disputas entre radicales encabezados por Gömbös y conservadores acaudillados por Bethlen, respaldaron al primero, con la esperanza de que su triunfo les acercase al poder.

### Iglesias y regencia
Las Iglesias cristianas apoyaron el régimen reaccionario de Horthy, ante su desagradable experiencia durante el breve régimen revolucionario de Béla Kun, defendiendo además medidas de discriminación hacia los judíos. Bethlen abandonó la confrontación con la Iglesia católica por sus prerrogativas y su poder que, en todo caso, ya se había moderado en vísperas de la guerra. La Iglesia dominó la educación primaria y secundaria de la población católica con el beneplácito tácito del Gobierno. El Ministerio de Educación quedó encabezado, en general, por algún católico piadoso en los sucesivos gabinetes. La Iglesia obtuvo asimismo veto virtual sobre algunos puesto administrativos —notarios, jueces— y políticos —candidatos en distritos católicos—, que le permitía eliminar a aquellos que no se ajustaban a su ideal religioso. A cambio de estas prerrogativas, la Iglesia se convirtió en un importante pilar del régimen, tanto en aspectos políticos —apoyo a los candidatos oficiales, difusión del nacionalismo, respaldo a la actitud revisionista en política exterior— como sociales.

### Aristocracia privilegiada
Tradicionalmente la clase dominante húngara, había dejado el notable desarrollo del comercio y la industria a comienzos de siglo en manos de las minorías alemana, eslovaca y, en especial, judía.
Bethlen protegió a la aristocracia terrateniente, a la que otorgaba la función de productora de cereal para la exportación, pilar de la sociedad en el campo y representante oficiosa del país en el extranjero entre la alta sociedad. Su papel en la política nacional, no obstante, quedó limitado y controlado por Bethlen. La reforma agraria afectó muy levemente a la nobleza y el Estado llegó a contraer un crédito extranjero para pagar por adelantado las compensaciones por las tierras distribuidas, lo que hizo de los nuevos propietarios deudores del Estado. Durante la primera década de posguerra, mantuvo su tradicional papel de gran importancia en la diplomacia, que disminuyó apreciablemente con la llegada al Gobierno de Gömbös y desapareció prácticamente al comenzar la guerra mundial. Políticamente, la alta nobleza era en general conservadora, partidaria de la regencia, y hostil al nuevo fascismo.

### Población judía privilegiada, discriminada y aniquilada

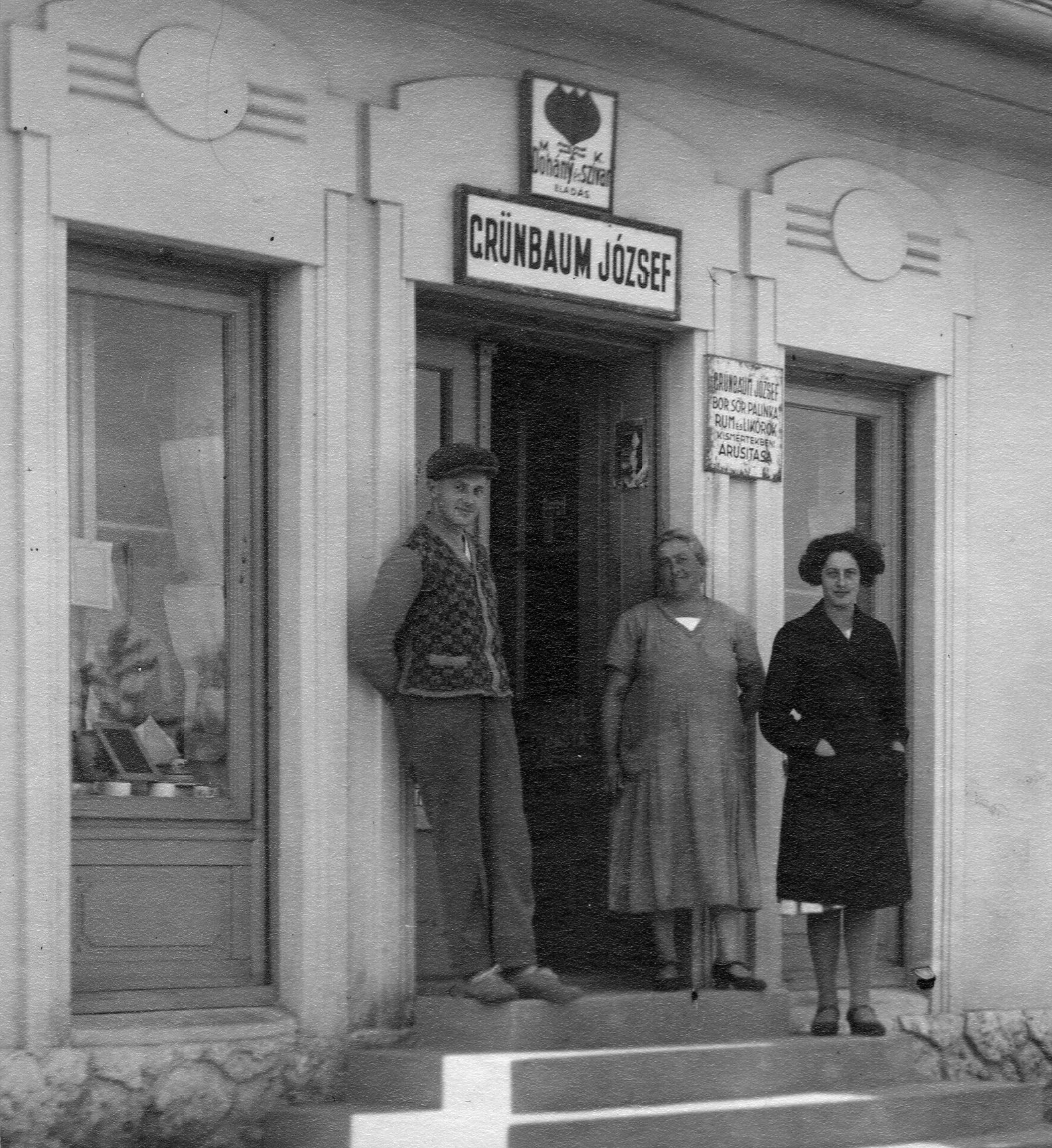
Pequeña tienda judía. La comunidad desempeñaba un importante papel en el comercio de la capital húngara.

La población judía se había reducido a casi la mitad tras las pérdidas territoriales de la posguerra (de 938 458 a 473 310 personas) y se había convertido en más homogénea y más marcadamente burguesa. En 1930, representaba el 5,1 % de la población y un quinto de la de la capital. Casi la mitad residía en la capital, donde ocupaba un papel primordial en la industria, el comercio o las finanzas. También desempeñaba un papel importante en la gestión de los latifundios de la aristocracia en sus industrias. Aunque en conjunto la comunidad era pobre, lo era mucho menos que el conjunto de la sociedad magiar: el 38 % de los judíos tenían rentas altas o medias, frente al 8,3 % del conjunto del país. El porcentaje de la riqueza nacional en manos de la comunidad sobrepasaba ampliamente la proporción del grupo respecto de la población total —se calcula en un cuarto del total del país, cuatro quintas partes de la industria y cuatro de los cinco bancos principales— y esta situación lo convirtió en una importante apoyo del régimen durante la primera década dominada por Bethlen. Aunque Bethlen no abrogó la ley de numerus clausus de 1920, durante su mandato se hizo caso omiso de la ley y los judíos pudieron volver a recibir educación superior en una proporción mayor que la de la posguerra, aunque nunca se alcanzase de nuevo la enorme proporción anterior a la guerra mundial. El porcentaje de judíos en las profesiones liberales descendió así solo moderadamente durante la primera década del periodo de entreguerras. El declive, sin embargo, sí que se notó en la Administración y en la política, donde la comunidad redujo drásticamente su presencia. Estas limitaciones, en todo caso, agriaron las relaciones entre el Gobierno y la comunidad: el primero podía seguir contando con el apoyo económico de la burguesía judía, pero ya no con el anterior decidido respaldo político, que fue a parar en general a los liberales y a los socialdemócratas. La Primera Guerra Mundial puso fin además a un intenso proceso de asimilación cultural de la comunidad, favorecida anteriormente por los Gobiernos para aumentar el número de húngaros frente a las minorías.

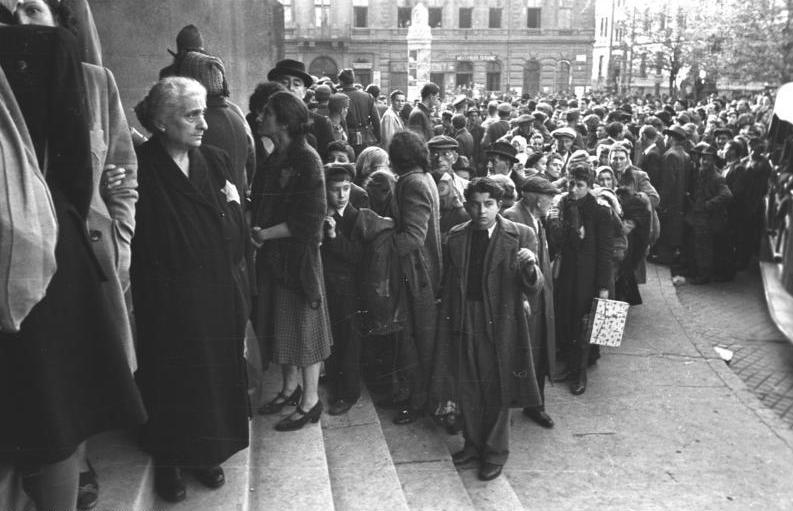
Arresto de ciudadanos judíos en Budapest en octubre de 1944, tras la toma del poder por Ferenc Szálasi

Llegada la crisis económica de la década de 1930, la ultraderecha planteó la discriminación racial como una manera de expulsar a los judíos de sus puestos para entregarlos a través de una crecida Administración a la intelectualidad magiar cristiana que carecía de empleos suficientes y de obtener al tiempo financiación para la industrialización sin tener que enfrentarse al campesinado. Sin la necesidad de los judíos para dar mayoría magiar al país como había sucedido antes de la guerra y con dura competencia entre la baja nobleza desclasada y la burguesía por el empleo en la Administración y en las profesiones liberales, creció el antisemitismo, que se acentuó con la llegada de la gran crisis económica al principio de los años treinta. A mediados de la década y con apoyo gubernamental, las protestas de los universitarios cristianos lograron que el número de compañeros judíos disminuyese apreciablemente.
A finales de la década de 1930 y principios de la siguiente, se sucedieron una serie de importantes leyes discriminatorias —promulgadas en 1938, 1939, 1941 y 1942— que limitaron gravemente los derechos de la población judía y mermaron notablemente su situación económica. Por la ley de 1939, más de cincuenta mil personas perdieron su empleo y se calcula que la comunidad perdió un 18,75 % de sus bienes; la de 1941 prohibió los matrimonios entre judíos y gentiles y las de 1942 les expropió las tierras y les expulsó del Ejército. Discriminados y convertidos en ciudadanos de segunda categoría, los judíos húngaros vieron su situación empeorar tras la ocupación alemana en marzo de 1944. Los más perjudicados por estas leyes fueron los judíos más pobres, mientras que los más ricos pudieron en general protegerse de las medidas, gracias tanto a su riqueza como a su influencia, con la ayuda de los conservadores húngaros en el Gobierno. Para entonces varias decenas de miles habían muerto, deportados a la Polonia ocupada —cuarenta mil, en 1941—, asesinados en el territorio yugoslavo anexionado —mil en 1942— o víctimas del frente oriental —unos cuarenta mil—.

### Campesinado postergado
El numeroso campesinado tuvo un papel claramente secundario en la Hungría de entreguerras. Sin influencia política o económica, se le consideraba una clase social condenada a desaparecer, transformada en proletariado en la nueva industria cuyo desarrollo sufragaba o en la nueva agricultura mecanizada. Si bien los pequeños propietarios eran una reserva para la clase privilegiada nacional, el proletariado rural quedó completamente marginado y no se benefició de las leyes sociales aprobadas durante el periodo. En general el campesino húngaro era paupérrimo, con mala vivienda y alimentación, si bien sus condiciones más que empeorar quedaron estancadas durante el periodo. El principal motivo de descontento de esta clase social no era tanto el empeoramiento de sus condiciones como la creciente diferencia entre estas y la del proletariado urbano. La incapacidad de la ciudad para absorber a una población rural cada vez más desencantada con su suerte atizó el descontento en el campo. Poco afín al modelo parlamentario, el campesinado en general confiaba en el advenimiento de un caudillo fuerte y virtuoso que resolviese sus problemas. Las sectas religiosas se extendieron por el agro magiar durante este periodo, símbolo de la desesperación apática por la miseria. El gran desempleo rural favorecía el pago de bajos salarios a aquellos que lograban un trabajo en el campo. La ley prohibía además la formación de sindicatos agrarios. La represión quedaba en manos de la brutal gendarmería, pilar del sistema en las zonas rurales y, paradójicamente, en general de extracción campesina.
Los labradores carecían inicialmente de un partido político propio que reflejase sus intereses; el Partido de los Pequeños Propietarios era en realidad una formación basada en las clases medias progresistas de las ciudades, con dirigentes reformistas, pero conservadores. El control del agro por la gendarmería impedía toda acción política eficaz por parte de los campesinos. A mediados de la década de 1930, surgió un grupo de intelectuales, algunos de origen campesino, que estudió en profundidad los problemas agrarios y creó más tarde el Partido Campesino Nacional y cooperó con socialistas y comunistas.

### Proletariado urbano en crecimiento
El proletariado urbano recibió un mejor trato del régimen neocorporativista de Bethlen, al que este otorgó un papel político limitado. Se aprobaron algunas medidas favorables, como la restitución del derecho de huelga o la aprobación de algunos derechos sociales, que culminaron el 1927 con la instauración de un sistema de seguridad social, la limitación de la semana laboral a cuarenta y ocho horas y la protección de las mujeres y los niños trabajadores. Sin embargo, el nivel de vida anterior a la guerra, bajo ya de por sí, no llegó a recuperarse totalmente durante el periodo de entreguerras. La crisis económica de finales de la década de los veinte empeoró las condiciones de los trabajadores, muchos de ellos en desempleo mientras aumentaba la jornada laboral de aquellos que contaban con trabajo. A pesar de la legislación, continuó el trabajo infantil y el femenino en duras condiciones. La seguridad social era, al igual que los servicios disponibles para los trabajadores en las fábricas —aseos, duchas, guarderías, servicio médico, medidas de seguridad o cantinas—, muy insuficiente. Los gastos de esta se redujeron además a la mitad entre 1929 y 1933. Los trabajadores húngaros carecían además de prestación por desempleo. El número de desempleados creció rápidamente hasta 1932, se estancó en los años siguientes y en 1937 aún no había disminuido por debajo del nivel anterior a la crisis. No solo alcanzó a gran parte de la población, sino que fue de muy larga duración: muchos de los que perdieron su empleo en 1929 no lo recuperaron hasta 1934 o incluso más tarde. Aumentó además el número de personas dependientes de aquellas que contaban con trabajo, mientras que el sueldo medio disminuyó notablemente. Durante la crisis económica, la pobreza de los trabajadores, real ya en 1929, aumentó apreciablemente.
En 1921 los socialdemócratas habían suscrito un acuerdo secreto por el que, a cambio de la devolución de las propiedades del partido, de los sindicatos y de las cooperativas, de la libertad de prensa y de campaña y de la amnistía de sus presos, se comprometían a limitar sus actividades a asuntos económicos, romper todo lazo con la URSS y restringir su actividad a los obreros urbanos. En la práctica, quedaron circunscritos a actuar en las ciudades, excluyendo además de su acción a los empleados públicos, los mineros o los empleados de transportes. La población rural quedó aislada igualmente de la agitación socialista. A pesar de la mejora de su situación material —siempre muy inferior a la del proletariado de los países europeos más desarrollados—, el proletariado nunca fue partidario del régimen de entreguerras; primero respaldó a los socialistas y, en vísperas de la Segunda Guerra Mundial, traspasó su apoyo a diversos grupos nacionalsocialistas y extremistas de derecha. La moderación de los socialistas y sus acuerdos con el régimen favorecieron a los fascistas, vistos como la verdadera oposición radical a este.
El grado de analfabetismo era bajo y se redujo con el tiempo: en 1920 estaba en el 15,2 % de la población, en 1930, en el 9,6 % y en vísperas de la guerra se había reducido al 4 %. El porcentaje de población urbana —aquella que residía en localidades de más de diez mil habitantes— era alto para la región, un 40,3 % en 1920 y un 42,3 % en 1930.

### Escasas minorías
Las minorías eran escasas en al Hungría de Trianon, pero sufrieron una intensa presión de asimilación cultural. Carecían de escuelas de enseñanza secundaria y el ascenso social se veía facilitado por la magiarización. Una vez asimilado a la cultura mayoritaria, el miembro de la minoría podía alcanzar, no obstante, altos puestos, como fue el caso de eslovacos en la jerarquía eclesiástica y alemanes en la militar. El tamaño de las minorías creció a finales de la década de 1930 y a principios de la siguiente con la recuperación de territorios.
La principal minoría, la alemana, con alrededor de medio millón de miembros, llevó una vida muy aislada de la mayoría magiar salvo por los casos de asimilación hasta la llegada al poder de Hitler. Rechazada por Gömbös, la agitación nazi no dejó de crecer y de tener notable influencia en la minoría, en especial a partir de la anexión alemana de Austria en 1938. A partir de 1936, los principales dirigentes de la comunidad fueron nazis.

## Territorio

### Pérdidas

División de Hungría con las nuevas fronteras de Trianon y la población según el censo de 1910

El 4 de junio de 1920, el recién nombrado Miklós Horthy firmó el Tratado de Trianon por el que renunció a grandes secciones del antiguo territorio austrohúngaro. En total, Hungría perdió el 72 % de su antiguo territorio (pasó de 282 870 km² a 92 963 km²) y su población pasó de 18,2 millones a sólo 7,98 millones de habitantes. Las naciones que se beneficiaron de las pérdidas húngaras fueron: Austria, Checoslovaquia, Rumania —territorialmente la más beneficiada, con toda Transilvania, parte del Banato y otros territorios— y Yugoslavia. Hungría perdió su única salida al mar, el puerto de Fiume, en favor de Italia. Entre dos millones y medio y tres millones de húngaros —un tercio del total— quedaron integrados en los países vecinos, lo que favoreció el deseo de recuperar el territorio perdido. Por razones económicas y estratégicas, estas poblaciones quedaron englobadas en los países vecinos, a menudo hostiles a Budapest. En algunos casos, la frontera dividía regiones con amplia mayoría magiar, como en el caso de la checoslovaca. Algunas importantes poblaciones abrumadoramente magiares quedaron separadas del reino por apenas unos pocos kilómetros.
El tratado uniformó la composición del país: el 89,8 % de la población era entonces magiar, porcentaje que aumentó durante el periodo. La mayor minoría era la alemana, que englobaba al 6,8 % de la población. Persistieron asimismo diminutas minorías eslovacas, rumanas y croatas. Paradójicamente, el tratado de paz eliminó uno de los problemas más comunes en los países de la región, el de las minorías.
Además de las importantísimas pérdidas territoriales y económicas, el tratado limitaba además las fuerzas armadas húngaras: el Ejército no podía exceder los treinta y cinco mil hombres, que no podían ser soldados profesionales, sino voluntarios, mientras que la gendarmería y la Policía no podían contar con más de doce mil miembros cada una. Mientras que los tres principales vecinos de Hungría (Checoslovaquia, Yugoslavia y Rumanía) contaban en conjunto con alrededor de medio millón de hombres en armas, el Ejército magiar no podía contar con unidades de aviación, tanques, artillería pesada, un Estado Mayor o imponer el servicio militar obligatorio.

### Revisionismo
La política de entreguerras estuvo dominada en Hungría por la obsesión de la clase política por las pérdidas territoriales sufridas con el Tratado de Trianon, que dejaban fuera de las nuevas fronteras del reino a más de tres millones de magiares, mayoritarios en algunos territorios limítrofes. El revisionismo fue casi universal en la sociedad húngara de entreguerras. Mientras los Gobiernos conservadores de los años veinte y parte de los treinta y cuarenta confiaron en la revisión pacífica del Tratado a favor de Hungría con el apoyo de las potencias occidentales, la ultraderecha prefería apoyarse en las nuevas potencias fascistas (Italia y Alemania) en auge. El revisionismo territorial no solo concentró las energías políticas de la nación, sino que también sirvió para justificar la falta de reformas internas.
El irredentismo magiar se justificaba en la propaganda de la época por la existencia del «milenario» reino magiar, supuesta unidad geográfico-política natural en la cuenca del Danubio en la que la nobleza magiar, superior culturalmente al resto de grupos, ostentaba el poder de forma «natural». Para los sucesivos Gobiernos, la rectificación de lo que consideraban injusticias cometidas contra Hungría en el tratado de paz se convirtió en un objetivo primordial. La exigencia de una vuelta a las fronteras prebélicas y no a unas que siguiesen criterios lingüísticos, además de la oposición de las potencias vencedoras —en especial, de Francia— a modificar las consecuencias de la paz de París, entorpeció la consecución de este objetivo.
Una vez admitida en la Sociedad de Naciones, Hungría utilizó esta organización para tratar de alcanzar sus objetivos de revisión territorial, bien denunciando las infracciones de las cláusulas de respecto a las minorías impuestas por la Sociedad en los tratados de paz, bien exigiendo cambios fronterizos. Aunque Transilvania era el principal objetivo territorial, la falta de apoyo de las potencias para modificar la situación en la región hizo que los esfuerzos por recuperar la región fuesen muy limitados hasta la Segunda Guerra Mundial. Hacia Yugoslavia, las aspiraciones revisionistas —atizadas por Italia—, se basaron en estrategias oscilantes: en ocasiones, el avivamiento de las diferencias entre serbios y croatas; en otras, el intento de ruptura de la alianza de Belgrado con Praga y Bucarest a cambio de la renuncia a recuperar Croacia y a limitar las exigencias a plebiscitos en el resto del territorio perdido en 1920. A pesar de que la minoría húngara en Checoslovaquia —la nación más democrática y progresista de la zona— disfrutaba de la mayor libertad cultural de la región, fue en este país en el que se concentraron las reivindicaciones de Budapest. Con Austria la relación fue en general buena salvo un breve periodo de tensión en 1921 a raíz de la disputa por Burgenland.
Con el afianzamiento del poder alemán en los años treinta, la postura de la derecha radical de usar a Alemania para enmendar la situación territorial fue ganando partidarios, incluso en parte de los conservadores. Alemania facilitó la modificación de las fronteras trazadas en Trianon y satisfizo así los objetivos del Gobierno húngaro, pero esto conllevó un sometimiento creciente del país a Berlín, que los sucesivos cambios de Gobierno no lograron evitar.

### Ganancias y el apoyo del Eje

Expansión territorial húngara entre 1938 y 1941 respecto a las fronteras austrohúngaras y de Trianon

Hasta finales de la década de 1930, el único cambio territorial fue la recuperación de parte de Burgenland —entregado a Austria— en diciembre de 1921 tras un plebiscito en la región organizado por Italia.
Con el tiempo, los políticos húngaros renegaron públicamente del Tratado de Trianon, y las alianzas con la Alemania nazi y la Italia fascista sirvieron como medio para tratar de recuperar las pérdidas territoriales y de población.
Luego de la Crisis de los Sudetes los húngaros recibieron en el Primer Arbitraje de Viena la zona meridional de Eslovaquia y Rutenia, con mayoría magiar, y, tras la desaparición de Checoslovaca en marzo de 1939 por la ocupación alemana de la parte checa, el resto de Rutenia, con escasa población magiar y mayoría ucraniana. El arbitraje, realizado por Italia y Alemania, fue admitido tácitamente por Gran Bretaña. Así, en noviembre de 1938 Hungría recuperó 12 103 km² —un quinto de las pérdidas de Trianon en esta zona— y, en marzo de 1939, otros 12 171, si bien al precio de separar en ocasiones las poblaciones húngaras del campo eslovaco y cercenar las relaciones económicas entre ambos.

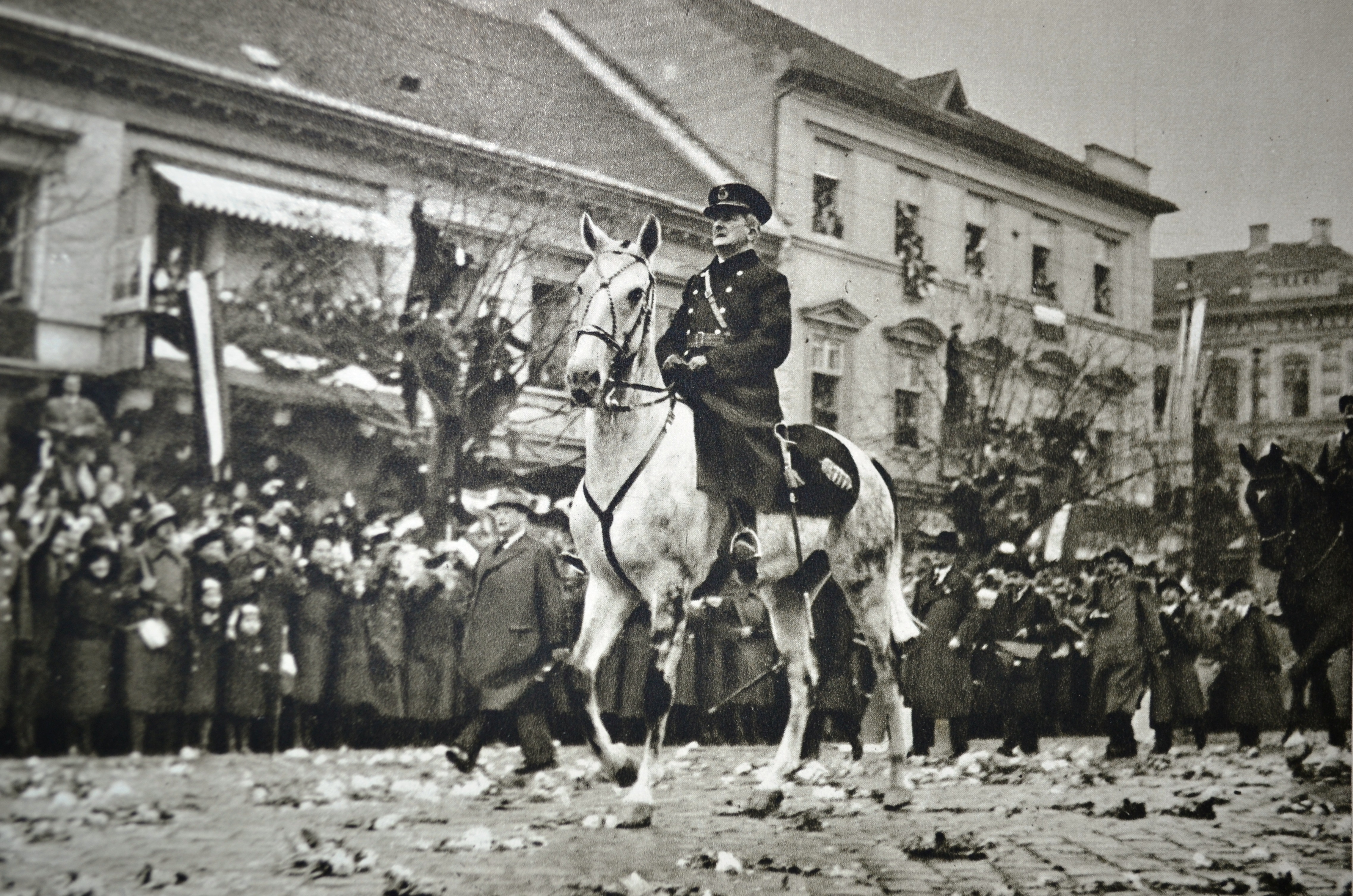
Desfile triunfal de Horthy en Košice, recuperada por Hungría en el Primer arbitraje de Viena en noviembre de 1938

La cesión rumana de Besarabia y el norte de Bucovina a la URSS desató una nueva crisis en el verano de 1940, cuando el Gobierno de Budapest retomó sus exigencias sobre Transilvania. En el Segundo arbitraje de Viena, organizado por Italia y Alemania en el otoño de 1940, Hungría recuperó el norte de Transilvania —43 492 km², dos quintos de las pérdidas de Trianon en esta zona—, cedido forzosamente por Rumania. Este cambio fue el primero mal visto entre las potencias rivales al Eje y desaconsejado por algunas destacadas figuras políticas del país. Por añadidura, el cambio territorial no satisfizo a ninguna de las dos partes. Alrededor de medio millón de húngaros quedó en el lado rumano de la frontera y un millón de rumanos, en el húngaro.
En abril de 1941, Hungría participó en la invasión de Yugoslavia y recibió como recompensa la devolución de una sección de la Voivodina. El país recuperó 11 475 km² y cerca de un millón de habitantes, alrededor de un tercio, húngaros. En total, entre 1938 y 1941 el país dobló su extensión gracias al apoyo alemán.
El armisticio firmado en enero de 1945 por el Gobierno de Béla Miklós con los Aliados anuló las ganancias territoriales húngaras en Checoslovaquia y Rumanía. Todas las anexiones húngaras fueron declaradas nulas después de la Segunda Guerra Mundial.